# Beteiligung der Vereinigten Staaten an Regierungswechseln im Ausland

Wappen der Central Intelligence Agency (CIA)

Seit dem 19. Jahrhundert hat sich die Regierung der Vereinigten Staaten sowohl offen als auch verdeckt an der Ablösung mehrerer ausländischer Regierungen beteiligt. In der zweiten Hälfte des 19. Jahrhunderts initiierte die US-Regierung vor allem in Lateinamerika und in Asien Aktionen zu Regimewechseln, darunter die Spanisch-Amerikanischen und Philippinisch-Amerikanischen Kriege. Zu Beginn des 20. Jahrhunderts formten oder installierten die Vereinigten Staaten Regierungen in verschiedenen Ländern, darunter im Sinne der Monroe-Doktrin in Panama, Honduras, Nicaragua, Mexiko, Haiti und der Dominikanischen Republik.
Während des Zweiten Weltkriegs halfen die Vereinigten Staaten beim Sturz vieler faschistischer oder japanischer Marionettenregime. Beispiele hierfür sind die Regime auf den Philippinen, in Korea, im östlichen Teil Chinas und in weiten Teilen Europas. Die Streitkräfte der Vereinigten Staaten waren auch maßgeblich daran beteiligt, die Herrschaft von Adolf Hitler über Deutschland und von Benito Mussolini über Italien zu beenden.
Nach dem Zweiten Weltkrieg kämpfte die US-Regierung im Rahmen des Kalten Krieges mit der Sowjetunion um globalen Einfluss. Im Kalten Krieg war der ab 1947 aktive Auslandsnachrichtendienst Central Intelligence Agency (CIA) an vielen Umstürzen ausländischer Regierungen beteiligt. Unter der Eisenhower-Regierung befürchtete die USA, dass die nationale Sicherheit durch Regierungen gefährdet würde, die durch die Beteiligung der Sowjetunion an Regimewechseln gestützt würden, und verkündete die Domino-Theorie, wobei spätere Präsidenten dem Beispiel Eisenhowers folgten. In der Folgezeit weiteten die Vereinigten Staaten die geografische Reichweite ihrer Aktionen über ihr traditionelles Einflussgebiet, Mittelamerika und die Karibik, aus. Zu den wichtigsten Operationen gehörten der von den Vereinigten Staaten mit dem Vereinigten Königreich inszenierte iranische Staatsstreich von 1953, die Invasion in der Schweinebucht 1961, die auf den Austausch des kommunistischen Regimes in Kuba abzielte, und die Unterstützung des Sturzes von Sukarno durch General Suharto in Indonesien. Darüber hinaus haben sich die USA in die nationalen Wahlen von Ländern eingemischt, darunter in Italien 1948, den Philippinen 1953 und Japan in den 1950er und 1960er Jahren sowie im Libanon 1957. Einer Studie zufolge haben die USA zwischen 1946 und 2000 mindestens 81 offene und verdeckte Eingriffe in ausländische Wahlen vorgenommen. Einer anderen Studie zufolge haben die USA während des Kalten Krieges 64 verdeckte und sechs offene Versuche eines Regimewechsels unternommen.
Nach der Auflösung der Sowjetunion haben die Vereinigten Staaten Kriege geführt oder unterstützt, um die Regierung in einer Reihe von Ländern auszutauschen. Zu den erklärten Begründungen der USA in diesen Konflikten gehörten der Kampf gegen den Terrorismus (wie im Afghanistankrieg) oder die Beseitigung von Massenvernichtungswaffen (wie im Irakkrieg).

## Vor 1887

### 1805: Tripolitanien
Die Vereinigten Staaten befanden sich im Krieg mit dem osmanischen Tripolitanien (einer osmanischen Kolonie in Nordafrika, die indirekt von einem Pascha regiert wurde), um diese daran zu hindern, Schiffe der Vereinigten Staaten zu kapern und Besatzungsmitglieder aus den Vereinigten Staaten zu versklaven. Die Blockade der Vereinigten Staaten hatte den Pascha von Tripolis, Yusef Karamanli, nicht zur Kapitulation bewegen können, und die Vereinigten Staaten hatten eine Reihe von militärischen Niederlagen erlitten. Daher beschlossen die Vereinigten Staaten, eine neue Taktik auszuprobieren. Der Militäroffizier William Eaton wurde von Thomas Jefferson beauftragt, Truppen von Alexandria aus nach Tripolitanien zu führen, um zu versuchen, Karamanlis Bruder im Exil, Hamet Karamanli, als neuen Pascha einzusetzen. Eatons Truppen bestanden aus einer Kombination von US-Soldaten und angeheuerten Söldnern, die Hamet zur Seite standen. Er führte sie in die Schlacht von Darna und errang mit der Einnahme von Darna einen Sieg, der den Krieg zugunsten der USA entschied. Unter Druck traf sich Yusef mit Diplomaten des US-Außenministeriums und stimmte zu, die amerikanischen Sklaven gegen ein Lösegeld freizulassen. Trotz der Proteste Eatons wurde diese Vereinbarung umgesetzt, es kam zu keiner politischen Veränderung, und Hamet war gezwungen, nach Ägypten zurückzukehren. William Eaton fühlte sich durch diese Entscheidung verraten.

### 1846–1848 Annexion von Texas und Einmarsch in Kalifornien
Die Vereinigten Staaten annektierten die Republik Texas, die damals von Mexiko als abtrünniger Bundesstaat Mexikos angesehen wurde, und während des darauf folgenden Krieges mit Mexiko eroberten die Vereinigten Staaten Oberkalifornien von Mexiko und führten dort ein US-amerikanisches System ein.

### 1865–1867: Mexiko
Während in den Vereinigten Staaten der Amerikanische Bürgerkrieg tobte, fielen Frankreich und weitere Länder in Mexiko ein, um Schulden einzutreiben. Frankreich setzte daraufhin den habsburgischen Prinzen Maximilian I. als Kaiser von Mexiko ein. Nach dem Ende des Bürgerkriegs begannen die Vereinigten Staaten, die liberalen Kräfte von Benito Juárez (der seit 1858 unter der liberalen Verfassung von 1857 Interimspräsident von Mexiko war und 1861 vor der französischen Invasion zum Präsidenten gewählt wurde) gegen die Kräfte Maximilians zu unterstützen. Die Vereinigten Staaten begannen, Waffen nach Mexiko zu schicken und abzuwerfen, und viele Amerikaner kämpften an der Seite von Juarez. Mithilfe der ausländischen Unterstützung übernahmen Juarez und die Liberalen die Macht und ließen Maximillian I. 1867 hinrichten. William Seward sagte hinterher: „Die Monroe-Doktrin, die vor acht Jahren nur eine Theorie war, ist jetzt eine unumkehrbare Tatsache.“ Mit dem Sieg der Liberalen kehrte Mexiko für die Zeit der wiederhergestellten Republik bis zum Militärputsch von Porfirio Díaz 1876 zur Demokratie zurück. Díaz wurde von den USA erst 1878 anerkannt.

## 1887–1912: US-Expansionismus und Roosevelt-Regierung

### 1880er

#### 1887–1889: Samoa
In den 1880er Jahren war Samoa eine Monarchie mit zwei rivalisierenden Thronanwärtern: Malietoa Laupepa und Mata'afa Iosefo. Die Samoakrise war eine Konfrontation zwischen den Vereinigten Staaten, dem Deutschen Kaiserreich und dem Vereinigten Königreich von 1887 bis 1889, bei der diese drei Mächte rivalisierende Thronanwärter auf den Samoanischen Inseln unterstützten, was zum Ersten Samoanischen Bürgerkrieg führte. Die Mächte einigten sich schließlich darauf, dass Laupepa König werden sollte. Nachdem sich die Mächte zurückgezogen hatten, dauerte der Bürgerkrieg bis 1894 an, als Laupepa seine Macht festigte.

### 1890er

#### 1893: Königreich Hawaii
Anti-monarchistische Kräfte in Hawaii, zumeist amerikanische Geschäftsleute, inszenierten den Sturz des Königreichs Hawaii. Am 17. Januar 1893 wurde die einheimische Monarchin, Königin Lili'uokalani, abgesetzt. Hawaii wurde zunächst als unabhängige Republik wiedererrichtet, doch das eigentliche Ziel der Aktion war die Eingliederung der Inseln in die Vereinigten Staaten, was schließlich mit der Newlands Resolution von 1898 erreicht wurde.

#### 1898: Kuba, Philippinen, Guam und Puerto Rico
Die Feindseligkeiten zwischen Spanien und den Vereinigten Staaten begannen nach der Explosion der Maine im Hafen von Havanna auf Kuba, die zur Intervention der Vereinigten Staaten im kubanischen Unabhängigkeitskrieg führte. Der Krieg endete mit dem Vertrag von Paris 1898, der zu für die Vereinigten Staaten günstigen Bedingungen ausgehandelt wurde. Der Vertrag übertrug den Besitz von Puerto Rico, Guam und den Philippinen von Spanien auf die Vereinigten Staaten und gewährte den Vereinigten Staaten die Kontrolle über Kuba. Auf den Philippinen wurde 1899 die unabhängige Erste Philippinische Republik ausgerufen, welche von den USA allerdings im Philippinisch-Amerikanischen Krieg zerschlagen wurden und durch eine amerikanische Kolonialregierung ersetzt wurde.

### 1900er

#### 1903–1925: Honduras
In den sogenannten Bananenkriegen zwischen dem Ende des Spanisch-Amerikanischen Krieges 1898 und dem Beginn der Politik der guten Nachbarschaft 1934 führten die USA zahlreiche militärische Invasionen und Interventionen in Mittelamerika und der Karibik durch. Bei einer dieser Invasionen im Jahr 1903 ging es eher um einen Regimewechsel als um den Erhalt des Regimes. Das United States Marine Corps, das diese Einsätze am häufigsten führte, entwickelte 1921 auf der Grundlage der gemachten Erfahrungen ein Handbuch mit dem Titel The Strategy and Tactics of Small Wars. Gelegentlich leistete die Marine Waffenunterstützung, und auch Truppen der Armee wurden eingesetzt. Die United Fruit Company und die Standard Fruit Company beherrschten den wichtigen Bananenexportsektor von Honduras und den damit verbundenen Landbesitz und kontrollierte die Eisenbahnlinien. Die USA führten 1903 (zur Unterstützung eines Putsches von Manuel Bonilla), 1907 (zur Unterstützung Bonillas Regierung gegen einen von Nicaragua unterstützten Putsch), 1911 und 1912 (zur Verteidigung des Regimes von Miguel R. Davila gegen einen Aufstand), 1919 (Friedenssicherung während eines Bürgerkriegs und Einsetzung der Übergangsregierung von Francisco Bográn), 1920 (Schutz des Bográn-Regimes vor einem Generalstreik), 1924 (Schutz des Regimes von Rafael López Gutiérrez vor einem Aufstand) und 1925 (Schutz der Regierung von Miguel Paz Barahona) Interventionen in Honduras zur Verteidigung ihrer Interessen durch.

#### 1906–1909: Kuba
Nach der Explosion der Maine erklärten die Vereinigten Staaten Spanien den Krieg und begannen damit den Spanisch-Amerikanischen Krieg. Die Vereinigten Staaten marschierten in das von Spanien beherrschte Kuba ein und besetzten es im Jahr 1898. Viele Bürger in den Vereinigten Staaten wollten Kuba nicht annektieren und verabschiedeten das Teller Amendment, das die Annexion verbot. Kuba wurde von den USA besetzt und während der ersten Besetzung von 1898 bis 1902, also nach Kriegsende, von Militärgouverneur Leonard Wood verwaltet. Später wurde das Platt Amendment verabschiedet, das die Beziehungen der USA zu Kuba regelte. Es besagte, dass die USA jederzeit gegen eine nicht genehme Regierung intervenieren konnten, zwang Kuba, den Einfluss der USA zu akzeptieren, und schränkte die kubanischen Souveränität in den Außenbeziehungen ein. Die Vereinigten Staaten zwangen Kuba, die Bedingungen des Platt Amendment zu akzeptieren, indem sie es in die kubanische Verfassung aufnahmen. Nach der Besetzung unterzeichneten Kuba und die USA 1903 den kubanisch-amerikanischen Beziehungsvertrag, in dem sie den Bedingungen des Platt-Amendments weiterhin zustimmten.
Tomás Estrada Palma wurde der erste Präsident Kubas nach dem Rückzug der USA. Er war Mitglied der Republikanischen Partei von Havanna und wurde 1905 ohne Gegenkandidaten wiedergewählt. Die Liberalen beschuldigten ihn allerdings des Wahlbetrugs und es begannen Kämpfe zwischen den Liberalen und den Republikanern. Aufgrund der Spannungen trat er am 28. September 1906 zurück, und seine Regierung brach bald darauf zusammen. US-Außenminister William Howard Taft berief sich mit Zustimmung von Präsident Theodore Roosevelt auf das Platt Amendment und den Vertrag von 1903, marschierte in das Land ein und besetzte es erneut. Während der Besatzung wurde das Land von Charles Edward Magoon regiert. Sie überwachten die Wahl von José Miguel Gómez im Jahr 1909 und zogen sich anschließend wieder aus dem Land zurück.

#### 1909–1910: Nicaragua
Gouverneur Juan José Estrada, Mitglied der Konservativen Partei, führte einen Aufstand gegen den 1906 wiedergewählten Präsidenten José Santos Zelaya, Mitglied der Liberalen Partei, an. Dieser Aufstand wurde als Estrada-Rebellion bekannt. Die Vereinigten Staaten unterstützten die konservativen Kräfte, weil Zelaya mit Deutschland oder Japan zusammenarbeiten wollte, um einen neuen Kanal durch das Land zu bauen. Die USA kontrollierten den Panamakanal und wollten im Sinne der Monroe-Doktrin keine Konkurrenz durch ein anderes Land außerhalb Amerikas. Der Außenminister Philander C. Knox drängte auf eine direkte Intervention. Schließlich wurden zwei Amerikaner von Zelaya wegen ihrer Unterstützung der konservativen Partei hingerichtet. Die Vereinigten Staaten sahen ihre Chance gekommen, sich direkt in den Aufstand einzumischen, und schickten Truppen, die an der Miskitoküste landeten. Am 14. Dezember 1909 wurde Zelaya auf diplomatischen Druck der USA zum Rücktritt gezwungen und floh aus Nicaragua. Bevor Zelaya floh, wählte er zusammen mit der liberalen Versammlung José Madriz zum Präsidenten Nicaraguas. Die Vereinigten Staaten weigerten sich, Madriz anzuerkennen. Die Konservativen schlugen die Liberalen schließlich zurück und zwangen Madriz zum Rücktritt. Estrada wurde daraufhin Präsident. Thomas Cleland Dawson wurde als Sonderbeauftragter ins Land geschickt und stellte fest, dass jede Wahl die Liberalen an die Macht bringen würde, so dass Estrada eine verfassungsgebende Versammlung einberief, die ihn stattdessen wählen sollte. Im August 1910 wurde Estrada unter Anerkennung durch die USA Präsident von Nicaragua und stimmte bestimmten Bedingungen der USA zu. Nach der Intervention unterzeichneten die USA und Nicaragua am 6. Juni 1911 einen Vertrag.

## 1912–1941: Wilson-Regierung, Erster Weltkrieg und Zwischenkriegszeit

### 1910er

#### 1912–1933: Nicaragua

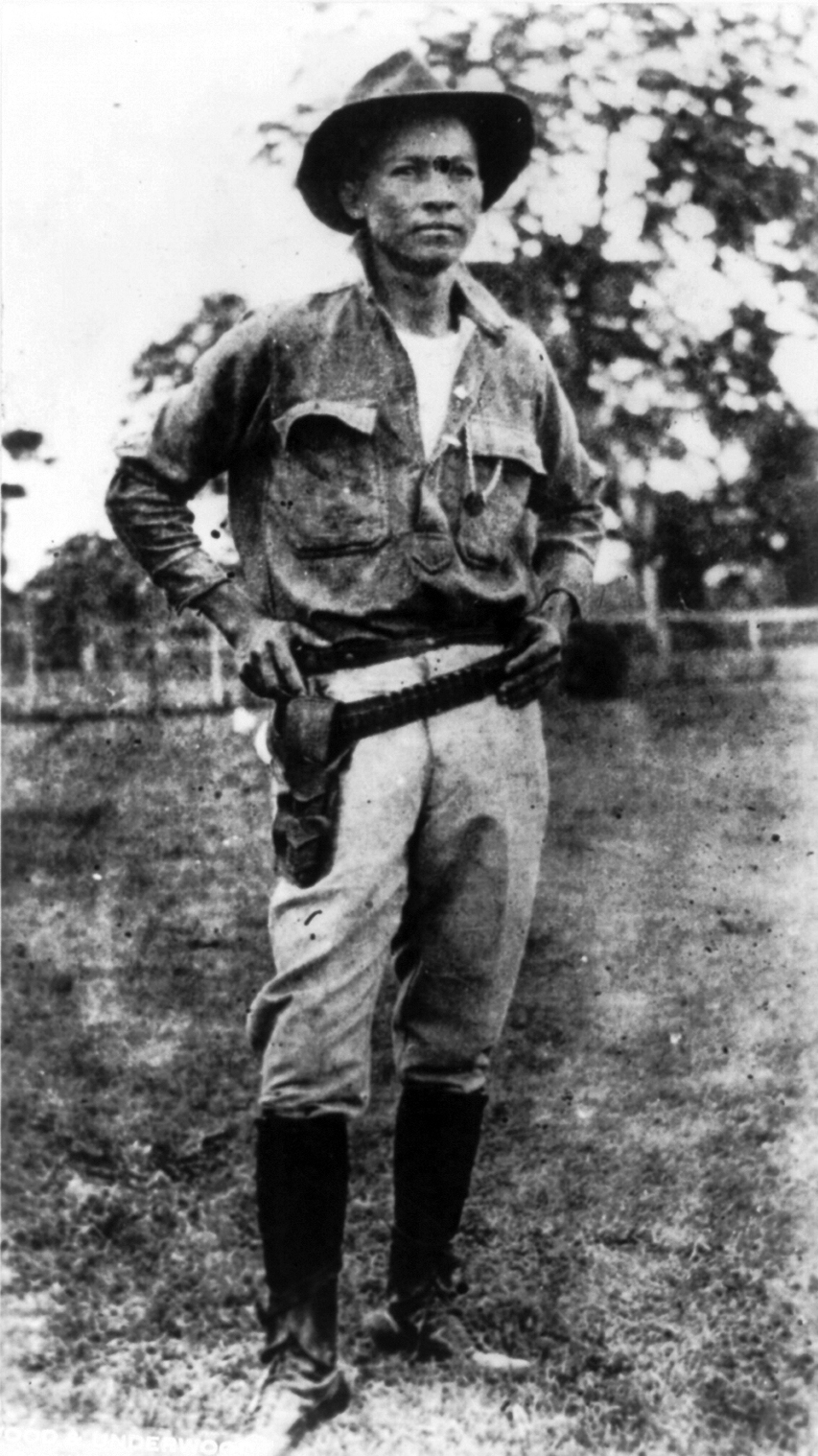
Augusto César Sandino

In den Jahren nach der Estrada-Rebellion setzte sich der Konflikt zwischen den Liberalen und den Konservativen fort. Die Kredite und Geschäfte der USA waren bedroht. Estrada wurde von Kriegsminister General Luis Mena zum Rücktritt gezwungen, und der konservative Vizepräsident Adolfo Díaz wurde sein Nachfolger. Díaz war mit den USA verbündet, was ihn bei der nicaraguanischen Bevölkerung und Mena unbeliebt machte. Mena zwang das Kabinett, ihn zum Nachfolger von Díaz zu ernennen, aber die USA erkannten diese Entscheidung nicht an. Daraufhin führte Mena zusammen mit den Liberalen eine Rebellion gegen Díaz an und erklärte sich selbst zum Präsidenten Nicaraguas.
Die Regierung Taft entsandte Truppen nach Nicaragua und besetzte das Land. Als Woodrow Wilson zum neuen Präsidenten gewählt wurde, verlängerte er die Besetzung und übernahm die vollständige finanzielle und staatliche Kontrolle über das Land und ließ eine schwer bewaffnete Gesandtschaft zurück. Sein Nachfolger als US-Präsident, Calvin Coolidge, zog die Truppen aus dem Land ab und überließ der Gesandtschaft und Adolfo Díaz die Leitung des Landes. Die Stadt mit der Gesandtschaft wurde schließlich von Rebellen eingenommen, und Diaz forderte die Rückkehr der Truppen an, was diese auch einige Monate nach ihrem Abzug taten. Die US-Regierung kämpfte gegen die Rebellen, welche von Augusto César Sandino angeführt wurden. Franklin D. Roosevelt zog sich schließlich aus Nicaragua zurück, weil die USA es sich aufgrund der Weltwirtschaftskrise nicht mehr leisten konnten, Truppen im Land zu behalten. Die Vereinigten Staaten überließen der Somoza-Familie die Macht im Land, die Sandino 1934 tötete. Die zweite Intervention in Nicaragua war damit einer der längsten Kriege in der Geschichte der Vereinigten Staaten.

#### 1913–1919: Mexiko
Während der mexikanischen Revolution unterstützte der US-Botschafter in Mexiko, Henry Lane Wilson, den Staatsstreich von 1913, durch den der 1910 gewählte reformistische Präsident Francisco Madero abgesetzt und anschließend ermordet wurde, was zur Militärregierung von Victoriano Huerta führte, die von den USA nicht anerkannt wurde. Später, im April 1914, marschierte die US-Armee in Veracruz ein und besetzte die Stadt sieben Monate lang, was zum Rücktritt Huertas und zur Wiedereinsetzung der Regierung unter Venustiano Carranza führte. Später im Jahr 1916 drangen die Vereinigten Staaten über die Nordgrenze in Mexiko ein, um Pancho Villa zu töten.

#### 1915–1934: Haiti
Die Vereinigten Staaten besetzten Haiti von 1915 bis 1934. In den USA ansässige Banken hatten Haiti Geld geliehen, und die Banken forderten, um ihr Geld zu retten, ein Eingreifen der US-Regierung. In einem Beispiel für „Kanonenbootdiplomatie“ schickten die USA ihre Marine, um durch Einschüchterung ihren Willen durchzusetzen. Schließlich setzten die USA 1917 eine neue Regierung ein und diktierten die Bedingungen einer neuen haitianischen Verfassung von 1917, die Änderungen einführte, zu denen auch die Aufhebung des früheren Verbots von Landbesitz für Nicht-Haitianer gehörte. Gegen die Besetzung ihres Landes rebellierten die Cacos. Bei den Cacos handelte es sich ursprünglich um bewaffnete Milizen ehemals versklavter Personen, die nach der haitianischen Revolution im Jahr 1804 rebellierten und die Kontrolle über die Bergregionen übernahmen. Diese Gruppen führten einen Guerillakrieg gegen die US-Besatzung in den so genannten Caco-Kriegen.

#### 1916–1924: Dominikanische Republik
Das United States Marine Corps marschierte in die Dominikanische Republik ein und besetzte sie von 1916 bis 1924. Vorausgegangen waren US-Militärinterventionen in den Jahren 1903, 1904 und 1914. Die Marines setzte ihr Personal in allen Schlüsselpositionen der Regierung ein und kontrollierte das dominikanische Militär und die Polizei. Innerhalb weniger Tage trat Präsident Juan Isidro Jiménez zurück.

#### 1917: Costa Rica
Costa Rica war das einzige Land in Lateinamerika, das im 20. Jahrhundert nie eine dauerhafte autoritäre Regierung hatte. Die einzige Diktatur in diesem Zeitraum war der Staatsstreich von Kriegsminister Federico Tinoco Granados gegen Präsident Alfredo González Flores im Jahr 1917, der nur zwei Jahre dauerte, nachdem González versucht hatte, die Steuern für Wohlhabende zu erhöhen. Die US-Regierung unter dem demokratischen Präsidenten Woodrow Wilson erkannte Tinocos Herrschaft nicht an und unterstützte die Opposition, die Tinoco nach einigen Monaten stürzte.

#### 1917–1919: Deutsches Reich
Nach der Veröffentlichung des Zimmermann-Telegramms traten die Vereinigten Staaten am 6. April 1917 in den Ersten Weltkrieg ein und erklärten dem Deutschen Reich den Krieg. Die Administration von Woodrow Wilson machte die Abdankung des Kaisers und die Gründung einer deutschen Republik zur Bedingung für die Kapitulation. Woodrow Wilson hatte die Politik der USA darauf ausgerichtet, „die Welt für die Demokratie sicher zu machen“ (Make the World Safe for Democracy). Deutschland kapitulierte am 11. November 1918. Kaiser Wilhelm II. dankte am 28. November 1918 ab. Der Versailler Vertrag von 1919 wurde zwar von den Vereinigten Staaten nicht ratifiziert, aber die sie hatten großen Anteil daran. Er sah vor, dass Kaiser Wilhelm II. aus der Regierung entfernt und vor Gericht gestellt werden sollte, obwohl der zweite Teil nie ausgeführt wurde. Deutschland wurde zur Weimarer Republik, einer liberalen Demokratie. Die Vereinigten Staaten unterzeichneten 1921 den Berliner Vertrag und festigten damit die Vereinbarungen, die zuvor mit dem Rest der Entente getroffen worden waren.

#### 1917–1920: Österreich-Ungarn

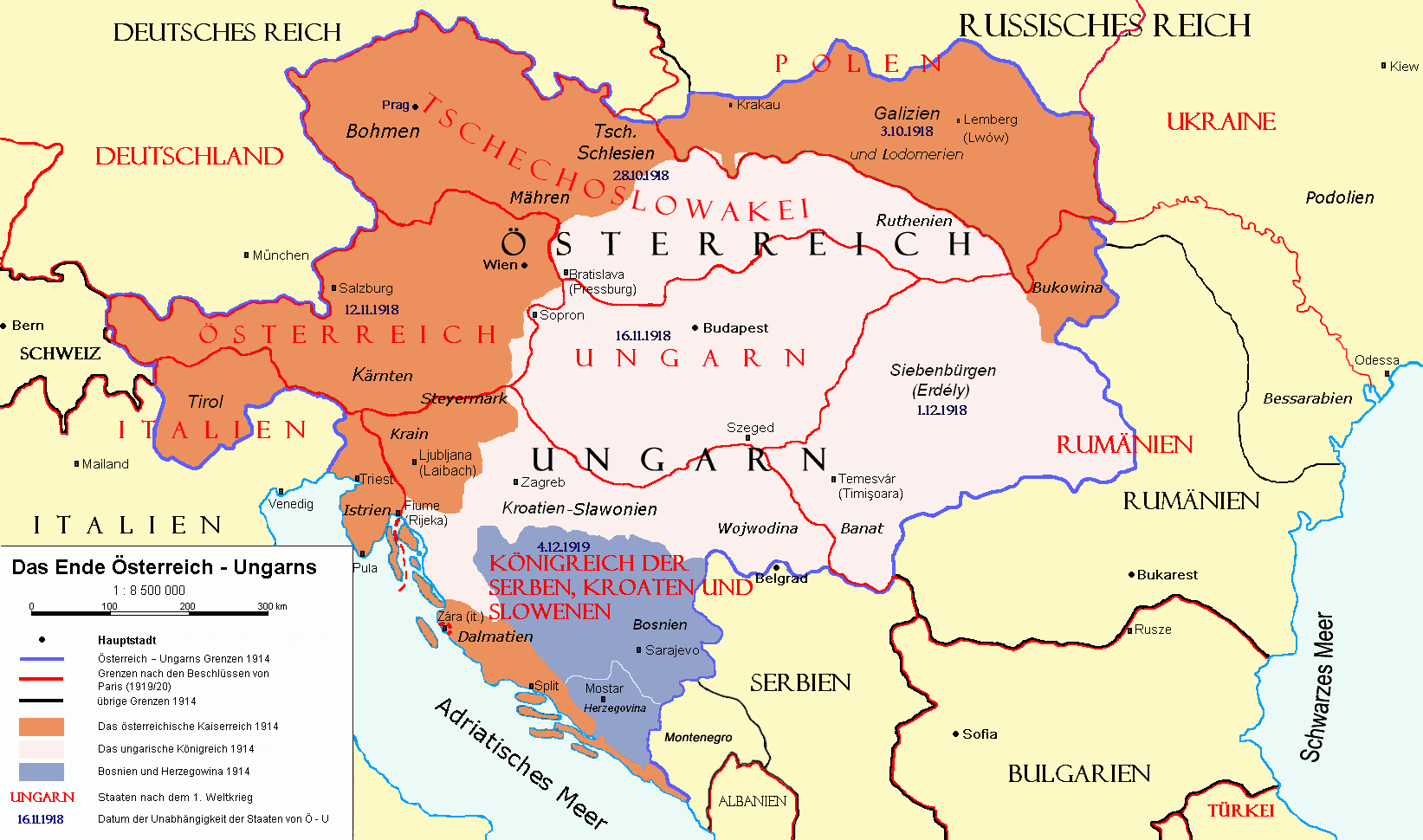
Aufteilung von Österreich-Ungarn

Am 7. Dezember 1917 erklärten die Vereinigten Staaten Österreich-Ungarn im Ersten Weltkrieg den Krieg. Österreich-Ungarn kapitulierte am 3. November 1918. Österreich wurde eine Republik und unterzeichnete 1919 den Vertrag von Saint-Germain, der Österreich-Ungarn auflöste. Der Vertrag verbot Österreich, sich jemals mit Deutschland zu vereinigen. Obwohl die Vereinigten Staaten großen Einfluss auf den Vertrag hatten, ratifizierten sie ihn nicht und unterzeichneten stattdessen 1921 den amerikanisch-österreichischen Friedensvertrag, der die neuen Grenzen und die Regierung vonseiten der Vereinigten Staaten anerkannte. Nach einem kurzen Bürgerkrieg wurde das Königreich Ungarn zu einer Monarchie ohne Monarchen und wurde stattdessen von Miklós Horthy als Regent regiert. Ungarn unterzeichnete 1920 den Vertrag von Trianon mit der Entente, ohne die Vereinigten Staaten. 1921 unterzeichnete es den amerikanisch-ungarischen Friedensvertrag, der Ungarns Status und seine Beziehungen zu den Vereinigten Staaten festlegte.

#### 1918–1919: Russland
1918 beteiligte sich das US-Militär an der Intervention der Alliierten im russischen Bürgerkrieg, um die weiße Bewegung zu unterstützen und die Bolschewiki zu stürzen. Präsident Wilson stimmte der Entsendung von 5.000 Soldaten der US-Armee in diesen Feldzug zu. Diese Truppe, die als American North Russia Expeditionary Force (auch bekannt als Polar Bear Expedition) bekannt wurde, startete einen Nordrussland-Feldzug von Archangelsk aus, während weitere 8.000 Soldaten, die als American Expeditionary Force Siberia organisiert wurden, die Intervention in Sibirien von Wladiwostok aus starteten. Die Truppen wurden 1919 abgezogen.

## 1941–1945: Der Zweite Weltkrieg und seine Nachwirkungen

### 1940er

#### 1941–1952: Japan

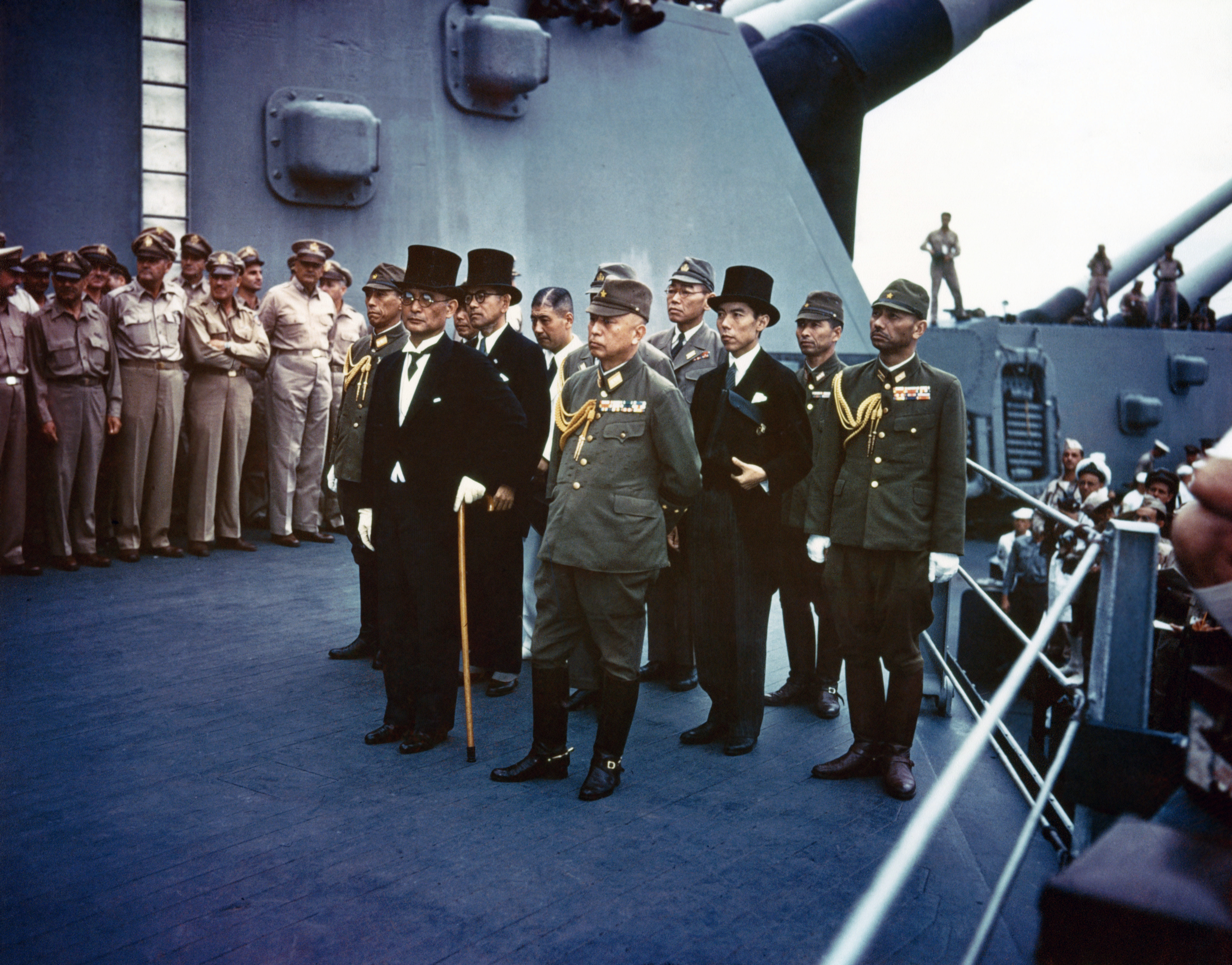
Vertreter Japans unterzeichnen die Kapitulation ihres Landes

Im Dezember 1941 schlossen sich die USA den Alliierten im Krieg gegen das Kaiserreich Japan an. Nach dem Sieg der Alliierten wurde Japan von den alliierten Streitkräften unter dem Kommando des amerikanischen Generals Douglas MacArthur besetzt. 1946 ratifizierte das japanische Parlament eine neue Verfassung Japans, die sich eng an eine von MacArthurs Kommando ausgearbeitete „Mustervorlage“ anlehnte und als Änderung der alten Meiji-Verfassung preußischer Prägung verkündet wurde. Die Verfassung verbietet Angriffskriege und führte zu einer Liberalisierung vieler Bereiche des japanischen Lebens. Gleichzeitig stellten die Alliierten viele japanische Kriegsverbrecher vor Gericht und richteten einige von ihnen hin, während sie dagegen der Familie von Kaiser Hirohito Amnestie gewährten. Die Besetzung wurde durch den Vertrag von San Francisco beendet.
Nach der Eroberung Okinawas durch die Vereinigten Staaten während des Pazifikkriegs setzten die USA das United States Military Government of the Ryukyu Islands ein. Gemäß einem Vertrag mit der japanischen Regierung übernahm 1950 die United States Civil Administration of the Ryukyu Islands die Herrschaft über Okinawa und den Rest der Ryukyu-Inseln bis 1972. Während dieser „Treuhänderschaft“ errichteten die USA zahlreiche Militärbasen, darunter auch solche, die Atomwaffen einsetzten können. Die US-Herrschaft wurde von vielen Einwohnern abgelehnt, was zur Gründung einer Unabhängigkeitsbewegung führte, die gegen die US-Herrschaft kämpfte.

#### 1941–1949: Deutschland
Im Dezember 1941 schlossen sich die Vereinigten Staaten dem Feldzug der Alliierten gegen die faschistische Diktatur Nazideutschlands an. Die USA beteiligten sich an der Okkupation und Entnazifizierung des westlichen Teils Deutschlands durch die Alliierten. Ehemalige Nazis wurden unterschiedlich hart bestraft, je nachdem, wie die USA ihre Schuld einschätzten. US-General Dwight D. Eisenhower schätzte, dass der Prozess der Denazifizierung 50 Jahre dauern würde. Je nach dem Grad der Schuld eines ehemaligen Nazis konnten die Strafen von einer Geldstrafe (für diejenigen, die als am wenigsten schuldig eingestuft wurden) über die Verweigerung der Arbeitserlaubnis bis hin zu Gefängnisstrafen und sogar dem Tod für die schwersten Straftäter, wie die in den Nürnberger Prozessen Verurteilten, reichen.
Als die Deutschen mehr und mehr Verantwortung für Deutschland übernahmen, drängten sie auf ein Ende des Entnazifizierungsprozesses, was die Amerikaner zuließen. Im Jahr 1949 wurde eine unabhängige liberale Demokratie, die Bundesrepublik Deutschland, auch bekannt als Westdeutschland, gegründet und übernahm die Verantwortung für die Entnazifizierung. Für die meisten ehemaligen Nazis endete der Prozess mit der Verabschiedung von Amnestiegesetzen im Jahr 1951. Das Endergebnis der Entnazifizierung war die Schaffung einer parlamentarischen Demokratie in Westdeutschland.

#### 1941–1946: Italien

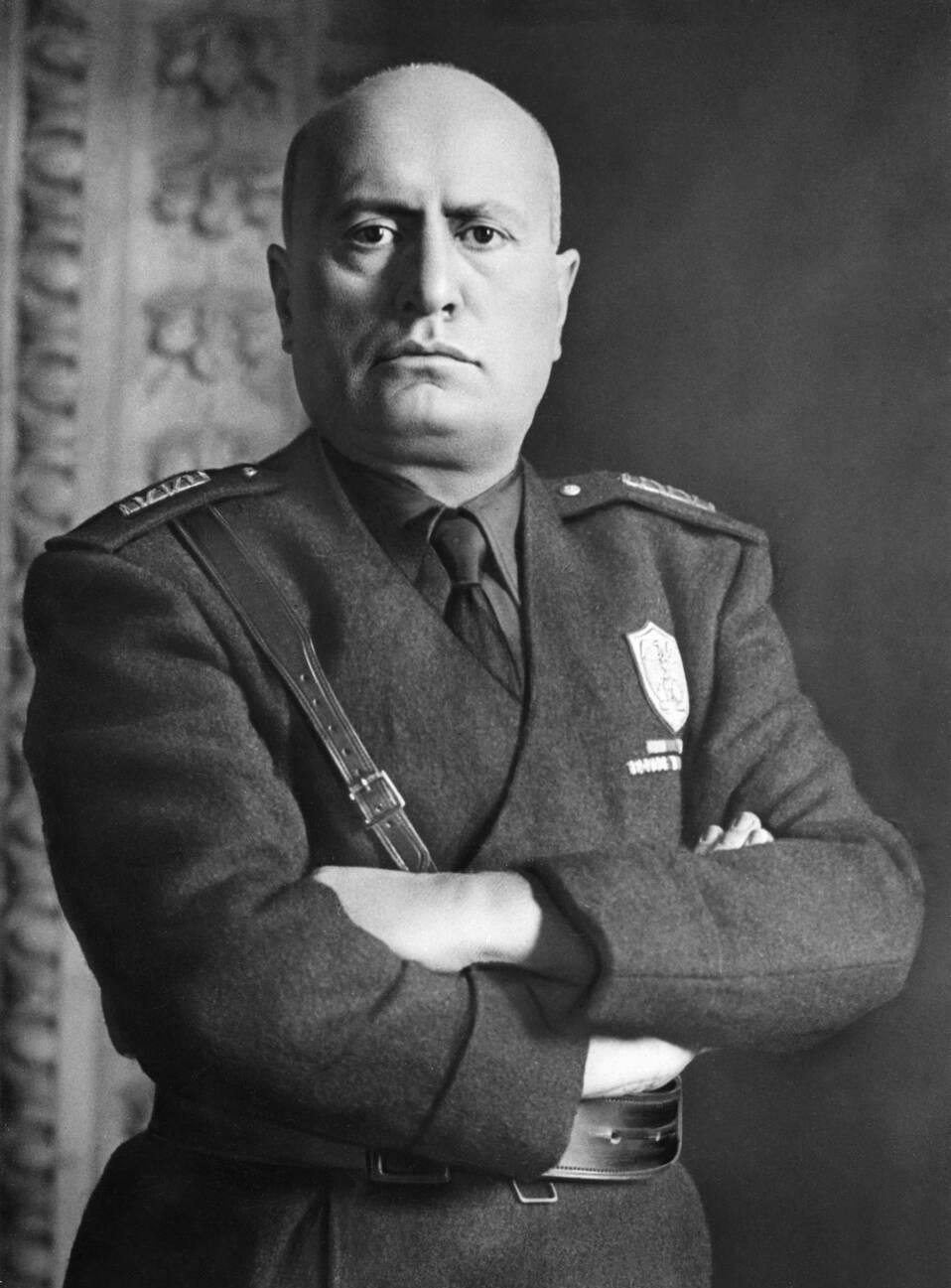
Benito Mussolini

Im Juli–August 1943 nahmen die USA an der alliierten Invasion Siziliens teil, die von der U.S. Seventh Army unter George S. Patton angeführt wurde und bei der mehr als 2000 US-Soldaten ums Leben kamen und die den Italienfeldzug einleitete, bei dem Italien vom faschistischen Regime Benito Mussolinis und seinen deutschen Verbündeten befreit wurde. Mussolini wurde auf Befehl von König Viktor Emanuel III. verhaftet, was einen Bürgerkrieg auslöste. Der König ernannte Pietro Badoglio zum neuen Ministerpräsidenten. Badoglio beseitigte die letzten Elemente der faschistischen Herrschaft, indem er die Nationale Faschistische Partei verbot, und unterzeichnete dann einen Waffenstillstand mit den alliierten Streitkräften. Die königliche italienische Armee außerhalb der Halbinsel selbst brach zusammen, ihre besetzten und annektierten Gebiete fielen unter deutsche Kontrolle. Am 3. September 1943 kapitulierte Italien vor den Alliierten. Die nördliche Hälfte des Landes wurde von den Deutschen mit Hilfe italienischer Faschisten besetzt und zu einem kollaborierenden Marionettenstaat (Italienische Sozialrepublik) gemacht, während der Süden von monarchistischen Kräften regiert wurde, die als Italienische Armee der Mitkriegsparteien für die Alliierten kämpften. Partisanen (viele ehemalige Soldaten der Königlichen Italienischen Armee) unterschiedlicher politischer Ideologien operierten in ganz Italien. Rom wurde im Juni 1944 eingenommen. Im April 1945 rief das Komitee zur Befreiung der italienischen Partisanen einen allgemeinen Aufstand aus. Am 28. April 1945 wurde Benito Mussolini von italienischen antifaschistischen Partisanen hingerichtet, zwei Tage vor dem Selbstmord Adolf Hitlers kapitulierten die Deutschen. Es folgte eine rasche Abfolge von antifaschistischen Ministerpräsidenten, die Abdankung von König Viktor Emanuel III. im Mai 1946, die einmonatige Regierungszeit von Umberto II., das italienische Verfassungsreferendum von 1946, das die Monarchie abschaffte und die Republik einführte, und die italienischen Parlamentswahlen von 1946, die die Christdemokraten gewannen.

#### 1944–1946: Frankreich

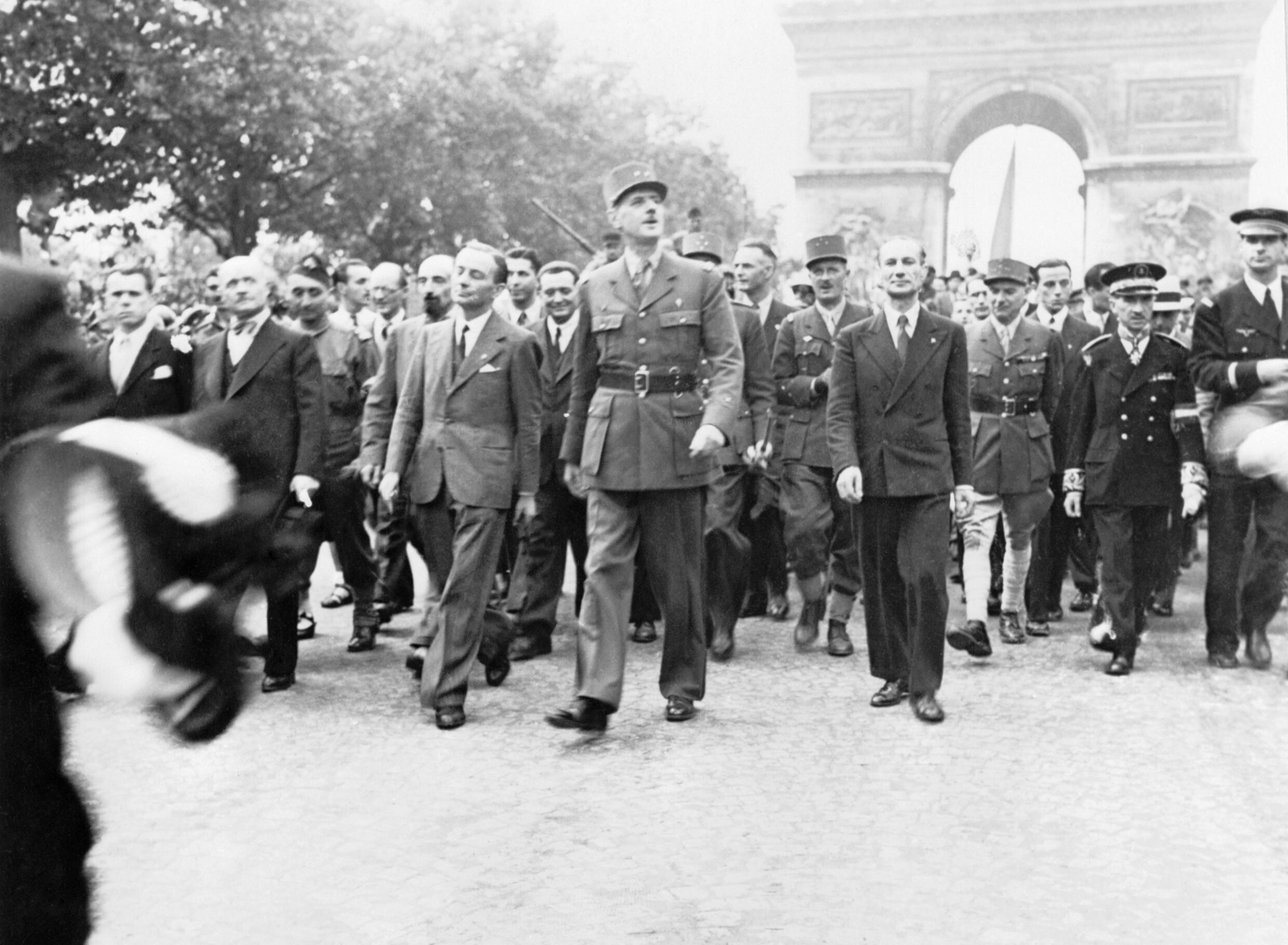
Charles de Gaulle in Paris, 1944

Britische, kanadische und US-amerikanische Streitkräfte waren maßgeblich an der Operation Goodwood und der Operation Cobra beteiligt, die zu einem militärischen Ausbruch führten, der die deutsche Besetzung Frankreich beendete. Die eigentliche Befreiung von Paris wurde von französischen Streitkräften durchgeführt. Die Franzosen unter Charles de Gaulle bildeten 1944 die provisorische Regierung der Französischen Republik, aus der 1946 die Vierte Französische Republik hervorging.

#### 1944–1945: Belgien

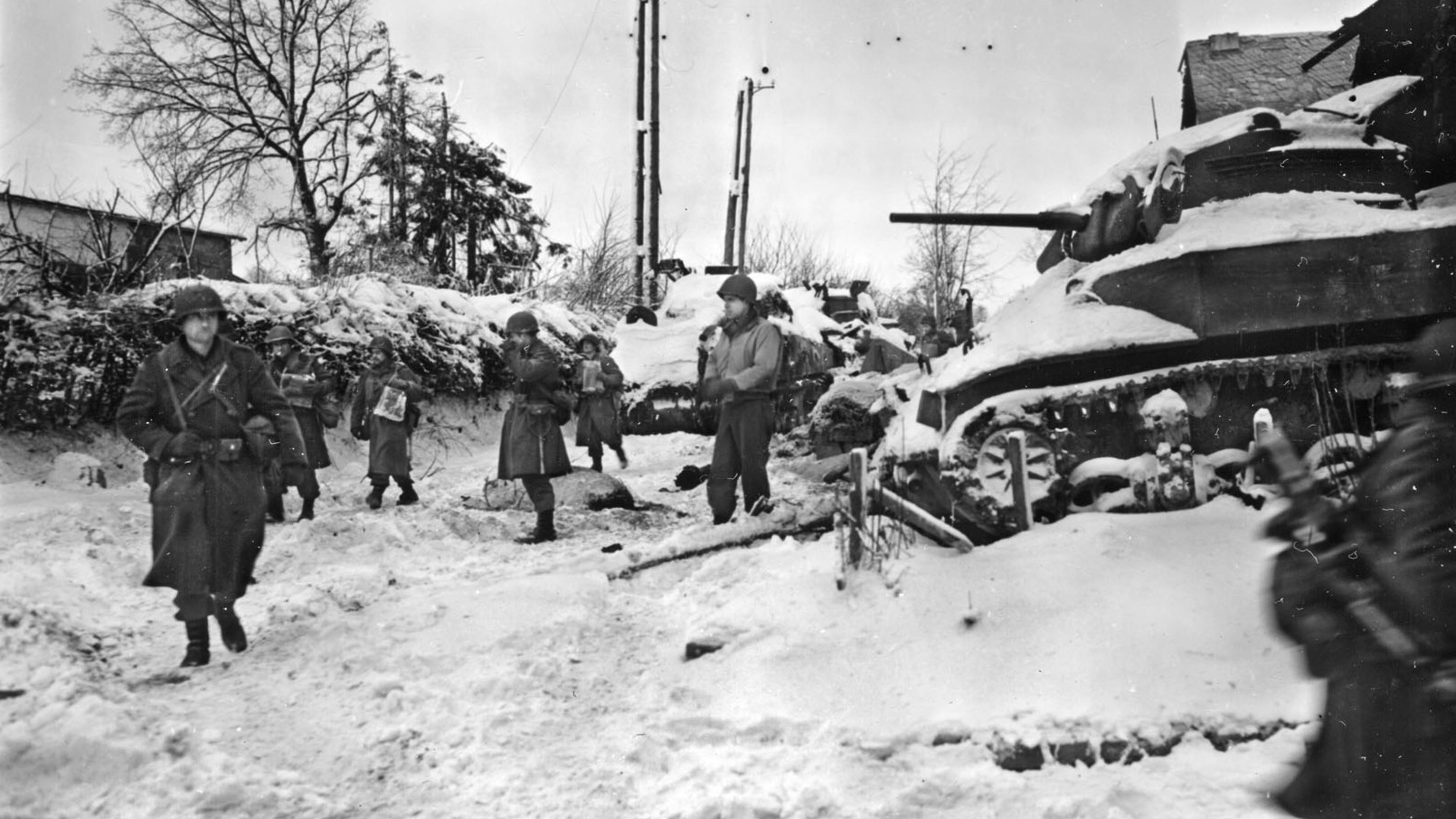
US-Truppen während der Ardennenoffensive

Nach der Invasion von 1940 richtete Deutschland das Reichskommissariat Belgien und Nordfrankreich ein, um Belgien zu verwalten. Die Streitkräfte der Vereinigten Staaten, Kanadas, Großbritanniens und anderer Alliierter beendeten im September 1944 die NS-Besetzung des größten Teils Belgiens. Die belgische Exilregierung unter Premierminister Hubert Pierlot kehrte am 8. September zurück.
Im Dezember erlitten die amerikanischen Streitkräfte bei der Verteidigung Belgiens gegen einen deutschen Gegenangriff in der Ardennenoffensive hohe Verluste von 80.000 Mann. Im Februar 1945 war ganz Belgien in der Hand der Alliierten.
Das Jahr 1945 verlief chaotisch. Pierlot trat zurück, und Achille Van Acker von der Sozialistischen Partei Belgiens bildete eine neue Regierung. Es kam zu Unruhen wegen der Königsfrage – der Rückkehr von König Leopold III. Obwohl der Krieg weiterging, hatten die Belgier wieder die Kontrolle über ihr Land.

#### 1944–1945: Niederlande
Während der Deutschen Besatzung wurden die Niederlande vom Reichskommissariat Niederlande unter der Leitung von Arthur Seyß-Inquart verwaltet. Britische, kanadische und amerikanische Truppen befreiten im September 1944 Teile der Niederlande. Nach dem Scheitern der Operation Market Garden musste die Befreiung der größten Städte jedoch bis zu den letzten Wochen des Zweiten Weltkriegs in Europa warten. In den besetzten Teilen der Niederlande herrschte in diesem Winter eine Hungersnot. Britische und amerikanische Truppen überquerten am 23. März 1945 den Rhein, und kanadische Truppen drangen in ihrem Gefolge von Osten her in die Niederlande ein. Die verbliebenen deutschen Truppen in den Niederlanden kapitulierten am 5. Mai, der in den Niederlanden als Tag der Befreiung gefeiert wird. Königin Wilhelmina kehrte am 2. Mai zurück, und 1946 wurden Wahlen abgehalten, aus denen eine neue Regierung unter Louis Beel hervorging.

#### 1944–1945: Philippinen
Die Landung der Vereinigten Staaten im Jahr 1944 beendete die japanische Besetzung der Philippinen. Nachdem die Japaner besiegt waren, erfüllten die Vereinigten Staaten ein Versprechen, indem sie den Philippinen die Unabhängigkeit gewährten. Sergio Osmeña bildete die Regierung des wiederhergestellten Commonwealth der Philippinen und beaufsichtigte den demokratischen Übergang zur vollständig souveränen Dritten Philippinischen Republik im Jahr 1946.

#### 1945–1955: Österreich
Mit dem Anschluss von 1938 wurde Österreich an Deutschland angegliedert. Als deutsche Staatsbürger kämpften viele Österreicher während des Zweiten Weltkriegs auf der Seite Deutschlands. Nach dem Sieg der Alliierten behandelten die Alliierten Österreich dennoch als Opfer der Nazi-Aggression und nicht als Täter. Der Marshallplan der Vereinigten Staaten leistete Hilfe.
Mit dem österreichischen Staatsvertrag von 1955 wurde Österreich als freier, demokratischer und souveräner Staat wiederhergestellt. Er wurde von Vertretern der Vereinigten Staaten, der Sowjetunion, des Vereinigten Königreichs und Frankreichs unterzeichnet. Er sah den Abzug aller Besatzungstruppen vor und garantierte die österreichische Neutralität im Kalten Krieg.

## 1945–1991: Kalter Krieg

### 1940er

#### 1945–1948: Südkorea

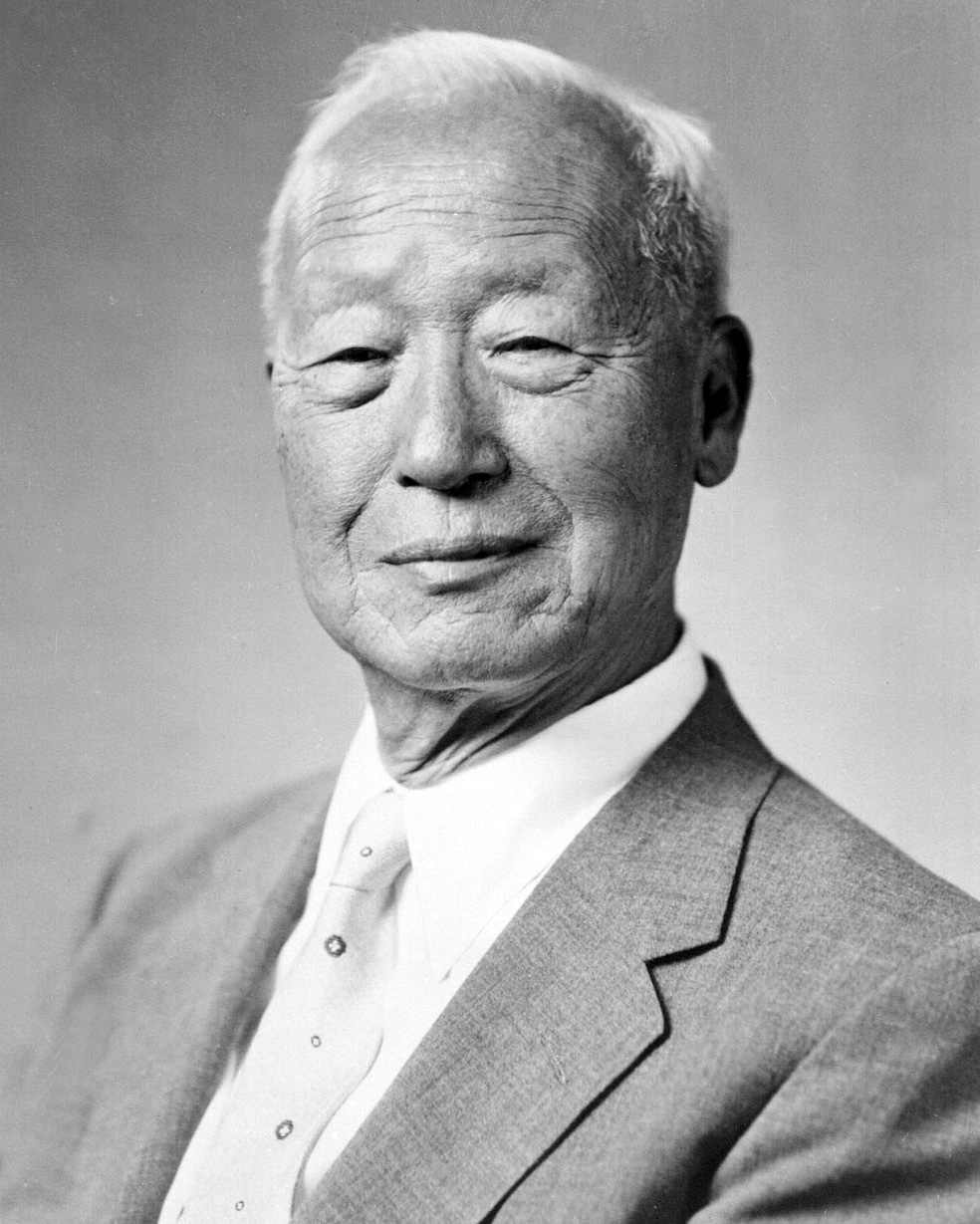
Rhee Syng-man (1948)

Das japanische Kaiserreich kapitulierte im August 1945 vor den Vereinigten Staaten und beendete damit die japanische Herrschaft über Korea. Unter der Führung von Lyuh Woon-hyung bildeten sich in ganz Korea Volkskomitees, um den Übergang zur koreanischen Unabhängigkeit zu koordinieren. Am 28. August 1945 bildeten diese Komitees die provisorische nationale Regierung Koreas, die einige Wochen später in Volksrepublik Korea (PRK) umbenannt wurde. Am 8. September 1945 schickte die Regierung der Vereinigten Staaten von Amerika Truppen nach Korea und richtete das United States Army Military Government in Korea (USAMGK) ein, welches Korea südlich des 38. nördlichen Breitengrades regieren sollte. Das USAMGK verbot die PRK-Regierung.
Im Mai 1948 gewann Rhee Syng-man, der zuvor in den Vereinigten Staaten gelebt hatte, die südkoreanischen Präsidentschaftswahlen von 1948, die von den meisten anderen Politikern boykottiert worden waren und bei denen nur Grundbesitzer und Steuerzahler bzw. in kleineren Städten die Stadtältesten für alle anderen abstimmen durften. Rhee errichtete mit Unterstützung der USA eine autoritäre Herrschaft, die eng mit der Wirtschaft abgestimmt war und bis zu Rhees Sturz 1961 andauerte, der zu einem ähnlich autoritären Regime führte, das schließlich bis in die späten 1980er Jahre andauern sollte.

#### 1945–1949: China
Die US-Regierung leistete der Nationalrevolutionären Armee (NRA) unter den Nationalisten von Chiang Kai-shek in ihrem Bürgerkrieg gegen die einheimische kommunistische Volksbefreiungsarmee (VBA) unter Mao Zedong militärische, logistische und sonstige Hilfe. Sowohl die NRA als auch die VBA kämpften gegen die japanischen Besatzungstruppen, bis die Japaner im August 1945 vor den Vereinigten Staaten kapitulierten. Diese Kapitulation beendete den japanischen Marionettenstaat Mandschukuo und das von Japan dominierte Regime von Wang Jingwei.
Nach der japanischen Kapitulation unterstützten die USA die Nationalisten weiterhin gegen die Kommunisten. Die USA transportierten viele NRA-Truppen aus Zentralchina in die Mandschurei. Ungefähr 50.000 US-Soldaten wurden zur Bewachung strategisch wichtiger Orte in Hubei und Shandong entsandt. Die USA bildeten NRA-Truppen aus und rüsteten sie aus, und sie transportierten auch koreanische Truppen und sogar Truppen der kaiserlichen japanischen Armee zurück, um die NRA-Truppen im Kampf gegen die Volksbefreiungsarmee zu unterstützen, den sie letztlich verloren. Präsident Harry Truman rechtfertigte den Einsatz eben jener japanischen Besatzungsarmee, unter denen das chinesische Volk so furchtbar gelitten hatte, um auf diese Weise gegen die chinesischen Kommunisten zu kämpfen: „Es war uns völlig klar, dass das ganze Land von den Kommunisten übernommen werden würde, wenn wir den Japanern sagten, sie sollten ihre Waffen sofort niederlegen und zur Küste marschieren. Deshalb mussten wir den ungewöhnlichen Schritt wagen, den Feind als Garnison zu benutzen, bis wir nationale chinesische Truppen per Flugzeug nach Südchina bringen und Marinesoldaten zur Bewachung der Seehäfen schicken konnten.“

#### 1947–1949: Griechenland
Griechenland stand seit 1941 unter der Besatzung der Achsenmächte. Die nicht gewählte und König Georg II. treu ergebene Exilregierung befand sich in Kairo. Im Sommer 1944 hatten kommunistische Guerillas, die als Griechische Volksbefreiungsarmee (ELAS) bekannt waren und von den Westmächten bewaffnet worden waren, unter Ausnutzung des allmählichen Zusammenbruchs der Achsenmächte, fast ganz Griechenland außerhalb von Athen von der Besatzung durch die Achsenmächte befreit. Sie griffen auch rivalisierende nichtkommunistische Partisanengruppen an und besiegten sie. Gleichzeitig bildeten sie eine mit der Exilregierung rivalisierende, ungewählte Regierung, das Politische Komitee der Nationalen Befreiung. Am 12. August 1944 zogen sich die deutschen Streitkräfte zwei Tage vor der britischen Landung aus dem Raum Athen zurück und beendeten die Besetzung Griechenlands.
Die britischen Streitkräfte kämpften daraufhin gemeinsam mit den griechischen Streitkräften unter der Kontrolle der griechischen Regierung (jetzt eine Regierung der nationalen Einheit unter der Führung von Konstantinos Tsaldaris, der 1946 in den von der Kommunistischen Partei Griechenlands boykottierten Parlamentswahlen gewählt worden war) im griechischen Bürgerkrieg gegen die Kommunisten, die sich damals selbst als Demokratische Armee Griechenlands (DSE) bezeichneten, um die Kontrolle des Landes. Anfang 1947 konnte sich die britische Regierung die enormen Kosten für die Finanzierung des Krieges gegen die DSE nicht mehr leisten. Gemäß dem Abkommen zwischen Winston Churchill und Josef Stalin vom Oktober 1944 über die Aufteilung des Landes sollte Griechenland Teil der westlichen Einflusssphäre bleiben. Dementsprechend baten die Briten die US-Regierung um Hilfe, und die USA assistiertem dem Land mit militärischer Ausrüstung, Militärberatern und Waffen. Mit der verstärkten US-Militärhilfe siegte die Regierung schließlich im September 1949 über die DSE und stellte das Königreich Griechenland vollständig wieder her.

#### 1948: Costa Rica
Der christsozialistische Mediziner Rafael Ángel Calderón Guardia von der Nationalen Republikanischen Partei kam 1944 auf demokratischem Wege an die Macht, setzte sich für eine allgemeine Sozialreform ein und verbündete sich mit der Kommunistischen Partei Costa Ricas. Spannungen zwischen der Regierung und der Opposition, die von der CIA unterstützt wurden, verursachten den kurzlebigen costa-ricanischen Bürgerkrieg von 1948, der Calderóns Regierung beendete und zu einer kurzen De-facto-Regierung von 18 Monaten durch José Figueres Ferrer führte. Figueres vertrat ebenfalls einige linke Ideen und setzte den Prozess der sozialen Reformen fort. Nach dem Krieg wurde die Demokratie schnell wiederhergestellt, und im Land entwickelte sich fast 60 Jahre lang ein Zweiparteiensystem, das die Parteien der Calderonistas (die sich auf Calderón Guardia beriefen) und der Figueristas (die sich auf Ferrer beriefen) umfasste.

#### 1949–1953: Albanien
Nach dem Ende des Zweiten Weltkriegs herrschte in Albanien Chaos. Das Land wurde von seinen größeren Nachbarn mit einer Annexion bedroht. Nachdem Jugoslawien aus dem Ostblock ausgetreten war, war das kleine Land Albanien geografisch vom Rest des Ostblocks isoliert.
Die Vereinigten Staaten und das Vereinigte Königreich machten sich die Situation zunutze und rekrutierten antikommunistische Albaner, die nach dem Einmarsch der UdSSR geflohen waren. Die USA und das Vereinigte Königreich gründeten das Nationale Komitee Freies Albanien, dem viele der Emigranten angehörten. Die rekrutierten Albaner wurden von den USA und dem Vereinigten Königreich ausgebildet und infiltrierten das Land mehrfach. Schließlich wurde die Operation aufgedeckt und viele der Agenten flohen, wurden hingerichtet oder vor Gericht gestellt. Die Operation wurde zu einem Fehlschlag. Die Operation wurde 2006 aufgrund des Nazi War Crimes Disclosure Act freigegeben und ist nun in Archiven öffentlich verfügbar.

#### 1949: Syrien
Die 1948 wiedergewählte Regierung von Schukri al-Quwatli wurde von einer Junta unter der Führung des damaligen Generalstabschefs der syrischen Armee, Husni az-Za'im, gestürzt, der am 11. April 1949 Präsident von Syrien wurde. Za'im hatte weitreichende Verbindungen zu CIA-Agenten, obwohl die genaue Art der US-Beteiligung an dem Staatsstreich nach wie vor höchst umstritten ist. Der Bau der Transarabischen Pipeline, der im syrischen Parlament blockiert worden war, wurde von Za'im, dem neuen Präsidenten, nur gut einen Monat nach dem Staatsstreich genehmigt.

### 1950er

#### 1950–1953: Birma und China
Der chinesische Bürgerkrieg war gerade zu Ende gegangen, wobei die Kommunisten gewonnen und die Nationalisten verloren hatten. Die Nationalisten zogen sich in Gebiete wie Taiwan und Nordbirma zurück.
Im Rahmen der Operation Paper, die Ende 1950 oder Anfang 1951 im Anschluss an die chinesische Beteiligung am Koreakrieg begann, heuerte die CIA chinesische Kämpfer der Kuomintang aus Taiwan an und brachte sie nach Birma, um den Aufstand der Kuomintang zu stärken. Die Aufständischen waren auch als Armee der Provinz Yunnan bekannt. Die Nationalisten wurden mit der Civil Air Transport (CAT, später Air America) geflogen, einer Fluggesellschaft, die sich im Besitz der CIA und der Kuomintang in Taiwan befand und von diesen betrieben wurde.
Die Operation Paper umfasste CIA-Pläne, die von CIA-Militärberatern vor Ort in Birma genutzt wurden, um über mehrere Jahre hinweg unter dem Kommando von General Li Mi Einfälle der Kuomintang in Westchina zu unterstützen, wobei die Kuomintang-Führung hoffte, China trotz des Widerstands des US-Außenministeriums schließlich zurückzuerobern. Die Kuomintang übernahm die Kontrolle über weite Teile Birmas, während sich die birmanische Regierung wiederholt bei den Vereinten Nationen über die militärische Invasion beschwerte.
Auf geheimen Flügen von Thailand nach Birma brachten CAT-Flugzeuge, geflogen von Piloten, die von der CIA angeheuert worden waren, amerikanische Waffen und anderen Nachschub zur Kuomintang, und auf den Rückflügen transportierten die CAT-Flugzeuge Opium von der Kuomintang zu chinesischen Drogenhändlern des organisierten Verbrechens nach Bangkok in Thailand.

#### 1952: Ägypten
Im Februar 1952, nach den Unruhen vom Januar in Kairo, die von einer weit verbreiteten nationalen Unzufriedenheit über die fortgesetzte britische Besetzung des Suezkanals und Ägyptens Niederlage im arabisch-israelischen Krieg von 1948 geprägt waren, wurde der CIA-Beamte Kermit Roosevelt jr. vom Außenministerium zu einem Treffen mit König Faruq I. des Königreich Ägypten entsandt. Die amerikanische Politik bestand damals darin, Faruq davon zu überzeugen, Reformen durchzuführen, die die Anziehungskraft der ägyptischen Radikalen schwächen und seine Macht stabilisieren würden. Die USA wurden im Voraus über den für Juli den geplanten Staatsstreich informiert, der von nationalistischen und antikommunistischen ägyptischen Militäroffizieren (den „Freien Offizieren“) angeführt wurde und die ägyptische Monarchie durch die Republik Ägypten unter der Führung von Muhammad Nagib und Gamal Abdel Nasser ersetzte. Der CIA-Offizier Miles Copeland jr. berichtete in seinen Memoiren, dass Roosevelt bei drei vorangegangenen Treffen mit den Verschwörern (einschließlich Nasser, dem späteren ägyptischen Präsidenten) an der Koordinierung des Staatsstreichs beteiligt war; dies wurde durch freigegebene Dokumente nicht bestätigt, wird aber teilweise durch Indizien belegt. Roosevelt und mehrere der Ägypter, die bei diesen Treffen anwesend gewesen sein sollen, bestritten Copelands Darstellung; ein anderer US-Beamter, William Lakeland, sagte, ihr Wahrheitsgehalt sei fraglich. Hugh Wilford stellt fest, dass „unabhängig davon, ob die CIA vor dem Putsch im Juli 1952 direkt mit den Freien Offizieren zu tun hatte oder nicht, es in den Monaten nach der Revolution umfangreiche geheime amerikanisch-ägyptische Kontakte gab“.

#### 1952: Guatemala

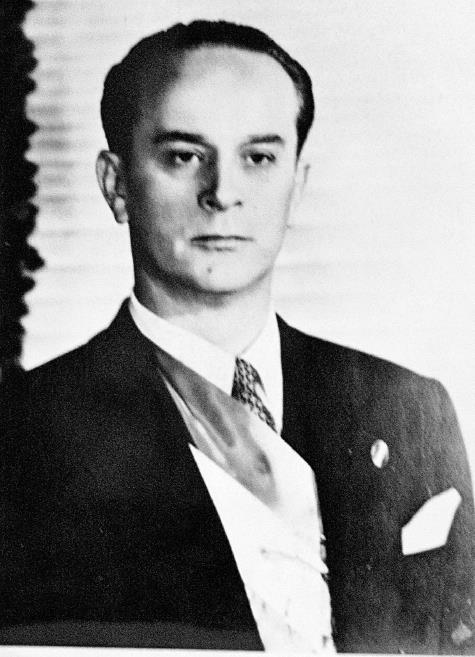
Jacobo Arbenz als Präsident, 1951

Die Operation PBFortune, auch bekannt als Operation Fortune, war eine verdeckte Operation der Vereinigten Staaten zum Sturz des demokratisch gewählten guatemaltekischen Präsidenten Jacobo Árbenz im Jahr 1952. Die Operation wurde von US-Präsident Harry Truman genehmigt und von der Central Intelligence Agency geplant. Die United Fruit Company hatte sich intensiv für den Umsturz eingesetzt, weil die von Árbenz eingeleitete Landreform ihre wirtschaftlichen Interessen bedrohte. Außerdem befürchteten die USA, dass die Regierung von Árbenz von Kommunisten beeinflusst werden würde.
Der Putschversuch wurde mit Unterstützung der United Fruit Company und der von den USA unterstützten rechten Diktatoren Anastasio Somoza García, Rafael Trujillo und Marcos Pérez Jiménez aus Nicaragua, der Dominikanischen Republik bzw. Venezuela geplant, die sich von der demokratischen Revolution in Guatemala bedroht fühlten und sie zu untergraben versuchten. Der Plan sah vor, den im Exil lebenden guatemaltekischen Offizier Carlos Castillo Armas mit Waffen zu versorgen, der eine Invasion von Nicaragua aus anführen sollte.
US-Außenminister Dean Acheson befürchtete, dass der Putschversuch dem Ansehen der USA, die sich zu einer Politik der Nichteinmischung verpflichtet hatten, schaden würde, und brach die Operation schließlich ab.

#### 1952–1953: Iran
Seit 1944 war der Iran eine konstitutionelle Monarchie, die vom Schah Mohammad Reza Pahlavi regiert wurde. Seit der Entdeckung von Öl im Iran im späten neunzehnten Jahrhundert nutzten Großmächte die Schwäche der iranischen Regierungen aus, um Zugeständnisse zu erhalten, von denen viele Iraner glaubten, dass sie dem Iran keinen angemessenen Anteil an den Gewinnen geben würden. Während des Zweiten Weltkriegs mischten sich das Vereinigte Königreich, die UdSSR und die USA in iranische Angelegenheiten ein, einschließlich der gemeinsamen anglo-sowjetischen Invasion des Iran im Jahr 1941. Iranische Beamte bemerkten, dass die britischen Steuern stiegen, während die Lizenzgebühren für den Iran zurückgingen. Bis 1948 erhielt Großbritannien wesentlich mehr Einnahmen von der Anglo-Persian Oil Company (AIOC) als der Iran. Die Verhandlungen, mit denen diesem und anderen iranischen Anliegen Rechnung getragen werden sollte, verschärften die Spannungen eher, als dass sie sie entspannten.
Am 15. März 1951 verabschiedete die Madschlis, das iranische Parlament, ein vom Reformpolitiker Mohammad Mossadegh eingebrachtes Gesetz zur Verstaatlichung der AIOC. Der Senat billigte die Maßnahme zwei Tage später. Fünfzehn Monate später wurde Mossadegh von der Madschlis zum Premierminister gewählt. Internationale Wirtschaftskonzerne boykottierten daraufhin Öl aus der verstaatlichten iranischen Ölindustrie. Dies trug zu den Bedenken in Großbritannien und den USA bei, dass Mossadegh ein Kommunist sein könnte. Berichten zufolge wurde er von der kommunistischen Tudeh-Partei unterstützt.

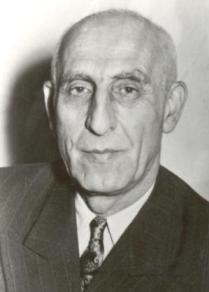
Mohammad Mossadegh

Die CIA begann, 18 ihrer Lieblingskandidaten bei den iranischen Parlamentswahlen von 1952 zu unterstützen, die Mossadegh suspendierte, nachdem ihm loyale städtische Abgeordnete gewählt worden waren. Das neue Parlament erteilte Mossadegh Notstandsbefugnisse, die die Macht des Schahs schwächten, und es kam zu einem verfassungsrechtlichen Streit über die Rolle des Schahs und des Premierministers. Großbritannien unterstützte den Schah nachdrücklich, während die USA neutral blieben. Mit der Wahl Eisenhowers zum US-Präsidenten Ende 1952 änderte sich jedoch die Haltung der USA. Die CIA startete unter der Leitung von Kermit Roosevelt jr. die Operation Ajax, um Mossadegh abzusetzen, indem sie den Schah mit Hilfe von Diplomatie und Bestechung dazu brachte, ihn zu ersetzen. Der iranische Staatsstreich von 1953 wurde von den Geheimdiensten des Vereinigten Königreichs (unter dem Namen „Operation Boot“) und der Vereinigten Staaten (unter dem Namen „TPAJAX-Projekt“) inszeniert und ersetzte Mossadegh durch General Fazlollah Zahedi, der von der CIA ausgewählt worden war, mit Hilfe von Dekreten, die der CIA-Mitarbeiter Donald Wilber diktierte.
Der Staatsstreich bedeutete den Übergang Pahlavis von einem konstitutionellen Monarchen zu einem autoritären Regime, das sich in hohem Maße auf die Unterstützung durch die Regierung der Vereinigten Staaten stützte. Diese Unterstützung schwand während der iranischen Revolution von 1979, als seine eigenen Sicherheitskräfte sich weigerten, auf gewaltlose Menschenmengen zu schießen. Die CIA gab ihre Verantwortung erst am 60. Jahrestag des Putsches im August 2013 zu.

#### 1954: Guatemala
In einer CIA-Operation von 1954 mit dem Codenamen Operation PBSuccess führte die US-Regierung einen Staatsstreich durch, der die 1950 gewählte Regierung von Präsident Jacobo Árbenz erfolgreich stürzte und Carlos Castillo Armas, den ersten einer Reihe von rechtsgerichteten Diktatoren, an seine Stelle setzte. Der Staatsstreich diente nicht nur dem ideologischen Zweck der Eindämmung, sondern die CIA war auch von der United Fruit Company beeinflusst worden, da sie aufgrund der möglichen Einführung von Gesetzen gegen die Ausbeutung lokaler Arbeiter, Gewinneinbußen befürchtete. Der vermeintliche Erfolg der Operation machte sie zu einem Modell für künftige CIA-Operationen, da die CIA den Präsidenten der Vereinigten Staaten belog, als sie ihn über die Zahl der Opfer informierte.

#### 1956–1957: Syrien
Infolge des syrischen Staatsstreichs von 1954 wurde die Zweite Syrische Republik von dem nasseristischen Zivilpolitiker Sabri al-Asali in enger Zusammenarbeit mit den syrischen Streitkräften regiert, die von der von den USA unterstützten rechtsextremen Syrischen Sozialen Nationalistischen Partei herausgefordert wurden. Die Operation Straggle war ein gescheiterter Putschversuch gegen al-Asali. Die CIA plante für Ende Oktober 1956 einen Staatsstreich, um die syrische Regierung zu stürzen. Der Plan sah die Übernahme wichtiger Städte und Grenzübergänge durch syrische Putschisten vor. Der Plan wurde verschoben, als Israel im Oktober 1956 in Ägypten einmarschierte und die US-Planer davon ausgingen, dass ihre Operation in einer Zeit, in der die arabische Welt gegen die „israelische Aggression“ kämpfte, erfolglos sein würde. Die Operation wurde schließlich aufgedeckt und die amerikanischen Verschwörer mussten aus dem Land fliehen.
1957 war die Operation Wappen ein zweiter Putschplan gegen Syrien, der von Kermit Roosevelt jr. von der CIA ausgeführt wurde. Er sah die Ermordung hochrangiger syrischer Beamter vor, inszenierte militärische Zwischenfälle an der syrischen Grenze, die Syrien angelastet und dann als Vorwand für eine Invasion irakischer und jordanischer Truppen genutzt werden sollten, eine intensive US-Propagandakampagne, die sich gegen die syrische Bevölkerung richtete, sowie „Sabotage, nationale Verschwörungen und verschiedene Aktivitäten mit starker Hand“, die Damaskus angelastet werden sollten. Diese Operation scheiterte, als syrische Militäroffiziere, die mit Bestechungsgeldern in Millionenhöhe für die Durchführung des Staatsstreichs bezahlt worden waren, das Komplott dem syrischen Geheimdienst offenbarten. Das US-Außenministerium wies den Vorwurf eines Putschversuchs zurück und beschuldigte Syrien, ein „Satellit“ der UdSSR zu sein.
Im Jahr 1957 gab es noch einen dritten Plan, der als „The Preferred Plan“ bezeichnet wurde. Zusammen mit dem britischen MI6 plante die CIA, mehrere Aufstände zu unterstützen und Aufständische zu bewaffnen. Dieser Plan wurde jedoch nie ausgeführt.

#### 1957–1959: Indonesien
Ab 1957 wies Präsident Dwight D. Eisenhower die CIA an, Sukarno zu stürzen. Die CIA unterstützte den gescheiterten Permesta-Aufstand aufständischer indonesischer Militärs im Februar 1958. CIA-Piloten wie Allen Lawrence Pope steuerten Flugzeuge der CIA-Tarnorganisation Civil Air Transport (CAT), die zivile und militärische Ziele in Indonesien bombardierten. Die CIA wies die CAT-Piloten an, die kommerzielle Schifffahrt ins Visier zu nehmen, um ausländische Handelsschiffe aus den indonesischen Gewässern zu vertreiben und so die indonesische Wirtschaft zu schwächen und die Regierung Indonesiens zu destabilisieren. Die CIA-Luftangriffe führten zur Versenkung mehrerer Handelsschiffe und zur Bombardierung eines Marktplatzes, bei der zahlreiche Zivilisten getötet wurden. Pope wurde am 18. Mai 1958 abgeschossen und gefangen genommen, was die Beteiligung der USA aufdeckte, die Eisenhower damals öffentlich leugnete. Die Rebellion wurde schließlich 1961 niedergeschlagen.

#### 1959–1963: Südvietnam

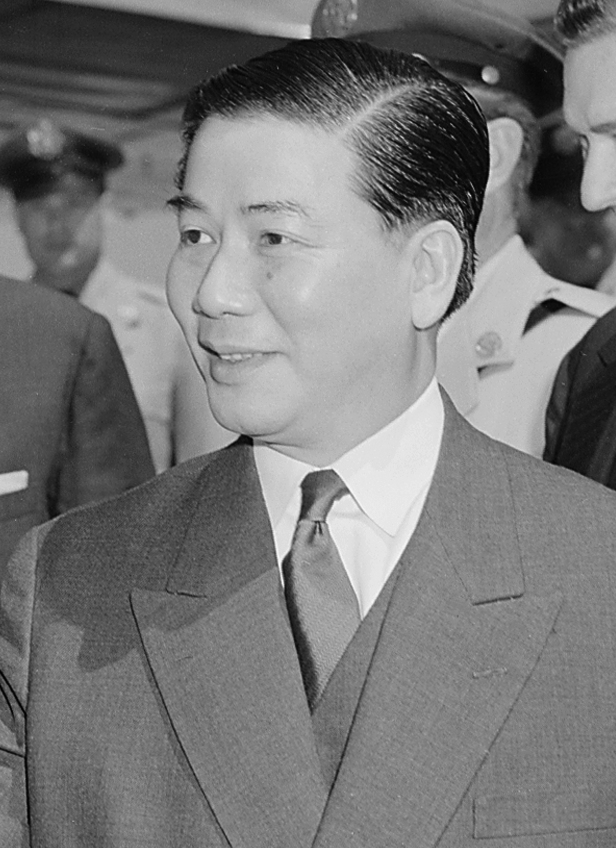
Ngô Đình Diệm (1957)

1959 bildete sich im Süden des Landes ein Zweig der Arbeiterpartei Vietnams und begann einen Aufstand gegen die Republik Vietnam. Sie wurden durch die Gruppe 559 versorgt, die im selben Jahr von Nordvietnam gegründet wurde, um Waffen auf dem Ho-Chi-Minh-Pfad zu schicken. Die USA unterstützten die Republik Vietnam gegen die Kommunisten. Nach der US-Wahl 1960 engagierte sich Präsident John F. Kennedy sehr viel stärker im Kampf gegen den Aufstand.
Ab Mitte 1963 war die Kennedy-Regierung zunehmend frustriert über die korrupte und repressive Herrschaft des südvietnamesischen Präsidenten Ngô Đình Diệm und seine Verfolgung der buddhistischen Bevölkerungsmehrheit. Angesichts der Weigerung Diệms, Reformen durchzuführen, diskutierten amerikanische Beamte darüber, ob sie Bemühungen um seine Ablösung unterstützen sollten. Diese Debatten kristallisierten sich heraus, nachdem Spezialeinheiten, die ihre Befehle direkt von Diệm erhielten, buddhistische Tempel im ganzen Land überfallen hatten, was wahrscheinlich Hunderte von Todesopfern forderte und zur Entsendung von Cable 243 am 24. August 1963 führte. In diesem wurde der Botschafter der Vereinigten Staaten in Südvietnam, Henry Cabot Lodge jr., angewiesen, „alle möglichen alternativen Führungspersönlichkeiten zu prüfen und detaillierte Pläne zu machen, wie wir Diệms Ablösung herbeiführen könnten, falls dies notwendig werden sollte“. Lodge und sein Verbindungsoffizier Lucien Conein nahmen Kontakt zu unzufriedenen Offizieren der Armee der Republik Vietnam auf und versicherten, dass die USA sich einem Staatsstreich nicht widersetzen oder mit einer Kürzung der Hilfe reagieren würden. Dies gipfelten in einem Staatsstreich am 1. und 2. November 1963, bei dem Diệm und sein Bruder ermordet wurden. Ende 1963 ging der Vietcong zu einer wesentlich aggressiveren Strategie im Kampf gegen die Südregierung und die USA über.
In den Pentagon Papers heißt es: „Ab August 1963 haben wir die Putschversuche der vietnamesischen Generäle in unterschiedlicher Weise genehmigt, gebilligt und ermutigt und einer Nachfolgeregierung unsere volle Unterstützung angeboten. Im Oktober stellten wir die Hilfe für Diệm als direkte Abfuhr ein und gaben den Generälen grünes Licht. Wir hielten während der gesamten Planung und Durchführung des Staatsstreichs geheimen Kontakt zu ihnen und versuchten, ihre operativen Pläne und die vorgeschlagene neue Regierung zu überprüfen“.

#### 1959–1962: Kuba

Fidel Castro (1959)

General Fulgencio Batista war ein Militärdiktator, der im März 1952 die Macht in Kuba übernahm und bis März 1958 von der US-Regierung unterstützt wurde. Sein Regime wurde am 31. Dezember 1958 gestürzt, was die Vollendung der kubanischen Revolution bedeutete, die von Fidel Castro und seiner Bewegung des 26. Juli angeführt wurde. Castro wurde im Februar 1959 Präsident. Die CIA unterstützte eine Truppe aus von der CIA ausgebildeten Exilkubanern, die mit Unterstützung und Ausrüstung des US-Militärs in Kuba einmarschieren und versuchen sollten, Castros Regierung zu stürzen. Die Invasion begann im April 1961, drei Monate nachdem John F. Kennedy die Präsidentschaft in den Vereinigten Staaten übernommen hatte, doch die kubanischen Streitkräfte schlugen die eindringenden Kämpfer innerhalb von drei Tagen zurück.
Die Operation Mongoose war ein einjähriger Versuch der US-Regierung, die kubanische Regierung zu stürzen. Die Operation umfasste einen Wirtschaftskrieg, einschließlich eines Embargos gegen Kuba, „um den Unmut der Bevölkerung zunehmend gegen das Regime zu wenden“. Die wirtschaftliche Kriegsführung der Operation umfasste auch die Einschleusung von CIA-Agenten, die zahlreiche Sabotageakte gegen zivile Ziele wie eine Eisenbahnbrücke, ein Melasselager, ein Elektrizitätswerk und die Zuckerrohrernte durchführten, obwohl Kuba die Regierung der Vereinigten Staaten wiederholt gebeten hatte, seine bewaffneten Operationen einzustellen. Darüber hinaus plante die CIA eine Reihe von Attentatsversuchen auf den kubanischen Regierungschef Fidel Castro, darunter auch solche, bei denen die CIA mit der Mafia zusammenarbeitete. Insgesamt soll es über 600 Attentatskomplotte gegen Fidel Castro gegeben haben. Im April 2021 wurden Dokumente vom National Security Archive veröffentlicht, aus denen hervorging, dass die CIA auch an einem Komplott zur Ermordung von Raúl Castro im Jahr 1960 beteiligt war.
Nachdem Eisenhower im März 1958, während der Batista-Diktatur, erstmals ein Embargo gegen den Verkauf von Waffen an Kuba verhängt hatte, verhängte er am 19. Oktober 1960 weitere Sanktionen, nachdem Kuba die in US-Besitz befindlichen kubanischen Ölraffinerien entschädigungslos verstaatlicht hatte. Dieses neue Embargo hatte zur Folge, dass alle Exporte nach Kuba mit Ausnahme von Lebensmitteln und Medikamenten nicht mehr auf die Insel gelangen durften. Am 7. Februar 1962 weitete Kennedy das Embargo auf fast alle Exporte aus. Die Generalversammlung der Vereinten Nationen hat seit 1992 jedes Jahr eine Resolution verabschiedet, in der ein Ende des Embargos gefordert wird, wobei die USA und Israel die einzigen Staaten sind, die stets gegen die Resolutionen stimmen.

### 1960er

#### 1960–1965: Kongo (Léopoldville)

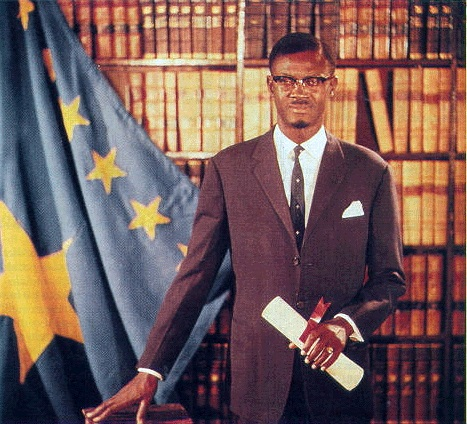
Patrice Lumumba vor der Staatsflagge der gerade unabhängig gewordenen Republik Kongo in 1960, er ist der erster und bis heute einziger demokratisch gewählter Ministerpräsident des Kongo. Der 17. Januar, der Tag seiner Ermordung, zusammen mit der Ermordung von Sport- und Jugendminister Maurice Mpolo und Senatsvizepräsident Joseph Okito, ist ein Nationalfeiertag.

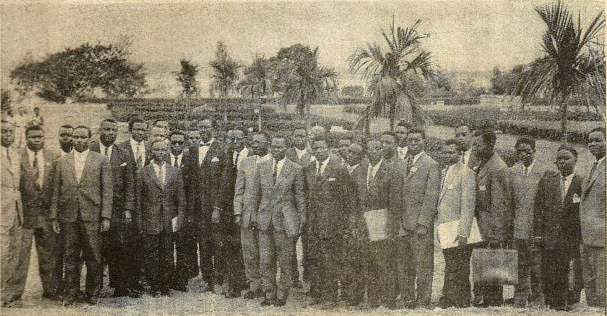
Die erste kongolesische Regierung nach der belgischen Kolonialherrschaft. Das Kabinett war vom 30. Juni 1960 bis zum 12. September 1960 im Amt. Pierre Mulélé, Minister für Nationale Bildung und Schöne Künste, ist der Dritte von rechts. Maurice Mpolo war Minister für Jugend und Sport. Joseph Okito war Senator, Vizepräsident, dann Senatspräsident.

Patrice Lumumba wurde im Mai 1960 trotz großen Widerstandes der weißen Siedler zum ersten Ministerpräsident der Republik Kongo (heute Demokratischen Republik Kongo) gewählt, und im Juni 1960 erlangte die Kolonie ihre vollständige Unabhängigkeit vom Königreich Belgien. 126 Jahre lang hatten die USA und Belgien das Schicksal des Kongo maßgeblich mitbestimmt. Im April 1884, sieben Monate vor dem Berliner Kongress, erkannten die USA als erstes Land der Welt die Ansprüche Königs Leopold II. auf die Gebiete des Kongobeckens an. Während der Kolonialzeit erlangten die USA einen strategischen Anteil an den enormen natürlichen Reichtümern des Kongo. Insbesondere der Abbau von Cobalt und Uran hatte für die Rüstungsindustrie der USA strategische Bedeutung, so stammte das Uran für das Manhattan-Projekt und den ersten Atomwaffen, der Hiroshima- und Nagasaki-Bomben, aus der Shinkolobwe-Mine in Katanga.
Im Juli brach die Kongokrise mit einer Meuterei in der Armee aus, und die Regionen Katanga und Süd-Kasai spalteten sich mit Unterstützung Belgiens ab, das die Macht über die Ressourcen in der Region behalten wollte. Lumumba rief die UNO zu Hilfe, aber die UN-Truppe erklärte sich nur bereit, den Frieden zu wahren und nicht aber die separatistischen Bewegungen zu stoppen. Der Friedensgarant UNO versagte bei der Wahrung der Neutralität. Zwischen diesen Fronten versucht Lumumba in kaum drei Monaten Amtszeit, für den Kongo Einigkeit nach innen und Unabhängigkeit nach außen herzustellen. Lumumba erklärte sich daraufhin bereit, Hilfe von der UdSSR zu erhalten, um die Separatisten zu stoppen, was die USA wegen der Uranvorkommen in Katanga beunruhigte.
Zunächst plante die Eisenhower-Regierung, ihn mit seiner Zahnpasta zu vergiften, was jedoch aufgegeben wurde. Die CIA schickte den Beamten Sidney Gottlieb als Verbindungsmann mit einem Gift zu einem afrikanischen CIA-Agenten mit dem Codenamen WI/Rogue, der Lumumba ermorden sollte, doch Lumumba tauchte unter, bevor die Operation abgeschlossen werden konnte. Die USA mit Unterstützung der CIA ermutigten Armeestabschef Joseph-Désiré Mobutu (später Mobutu Sese Seko 1930–1997) Lumumba zu stürzen, was er am 14. September 1960 auch tat. Nachdem Lumumba inhaftiert worden war, ließ Mobutu Lumumba mit seinen politische Weggefährten Joseph Okito und Maurice Mpolo und nach Katanga verschleppten, wo sie gefoltert und am 17. Januar 1961 von einem belgischen Kommando brutal ermordet wurden. Die Leichen wurden in Stücke gehackt und in Schwefelsäure aufgelöst. Die Umstände der Morde waren der Allgemeinheit lange Zeit unbekannt. 1999 legte der belgische Soziologe Ludo De Witte die detaillierten Umstände der Morde der Öffentlichkeit vor.

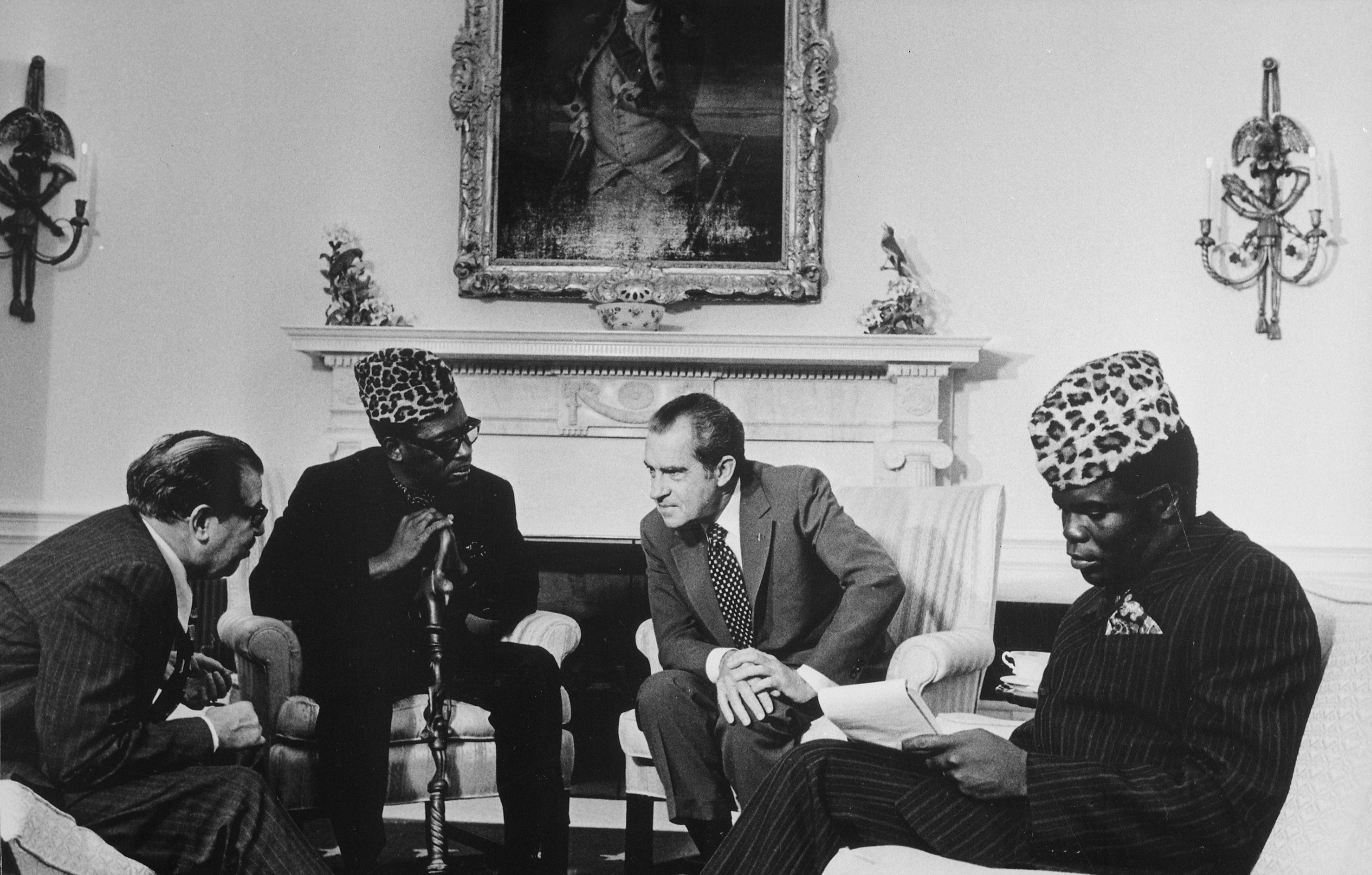
Mobutu (2. v. l.) neben Richard Nixon im Weißen Haus.

Nach Lumumbas Ermordung begannen die USA, Mobutu zu finanzieren, um ihn gegen die Separatisten und die Opposition abzusichern.
Viele von Lumumbas Anhängern setzten den Unabhängigkeitskampf fort, gingen nach Osten und gründeten in Opposition zu Mobutus Regierung die Freie Republik Kongo unter Antoine Gizenga mit ihrer Hauptstadt Stanleyville (Kwilu-Revolution, Mulelisten / Conseil National de Libération). Die Kwilu-Revolution wurde mit ausländischer Hilfe (USA, Belgien) niedergeschlagen. Schließlich stimmte die Regierung in Stanleyville einer Wiedervereinigung mit der Regierung in Leopoldville zu, doch 1963 bildeten Lumumba-Anhänger eine weitere separate Regierung im Osten des Landes und starteten die Simba-Rebellion. Die Rebellion wurde von der Sowjetunion und vielen anderen Ländern des Ostblocks unterstützt. Im November 1964 starteten die USA direkte militärische Interventionen, in die auch Großbritannien eingebunden war. Die kombinierten Boden- (Operation Ommegang) und Luftoffensive (Operation Dragon Rouge) erzwang dann die militärische Wende, so dass auch das Eingreifen der Kubaner unter Führung Che Guevaras eine erneute Niederlage des kongolesischen Befreiungskampfes nicht mehr verhindern konnte. Die Simbas wurden schließlich im folgenden Jahr von der kongolesischen Armee besiegt.
Nach den Wahlen im März 1965 startete Mobutu im November mit Unterstützung der USA und anderer westliche Mächte einen zweiten Staatsstreich. Mobutus Putsch bedeutete das Ende der Demokratie und den Beginn einer 32 Jahre währenden kleptokratischen Diktatur, die sich als eines der brutalsten und korruptesten Regimes des nachkolonialen Afrika erweisen sollte. Pierre Mulélé, der im Lumumba-Kabinet und in der Regierung in Stanleyville Bildungsminister war und in Osteuropa und China um Unterstützung warb, wurde am 3. Oktober 1968 brutal ermordet.

#### 1960: Laos
Am 9. August 1960 übernahm Hauptmann Kong Le mit seinem Fallschirmjägerbataillon der Königlich-Laotischen Armee in einem unblutigen Staatsstreich die Kontrolle über die Verwaltungshauptstadt Vientiane auf einer „neutralistischen“ Plattform mit den erklärten Zielen, den in Laos tobenden Bürgerkrieg zu beenden, die ausländische Einmischung in das Land zu beenden, der durch ausländische Hilfe verursachten Korruption ein Ende zu setzen und die Soldaten besser zu behandeln. Mit Unterstützung der CIA richtete Feldmarschall Sarit Thanarat, der thailändische Premierminister, eine verdeckte Beratergruppe der Thailändischen Streitkräfte mit dem Namen Kaw Taw ein. Gemeinsam mit der CIA unterstützte Kaw Taw im November 1960 einen Gegenputsch gegen die neue neutralistische Regierung in Vientiane und stellte General Phoumi Nosavan, Sarits Cousin ersten Grades, Artillerie, Artilleristen und Berater zur Verfügung. Außerdem setzte sie die von der CIA gesponserte Police Aerial Reinforcement Unit (PARU) für Operationen innerhalb von Laos ein. Mit Hilfe der CIA-Tarnorganisation Air America, die Kriegsmaterial aus der Luft transportierte, sowie mit weiterer militärischer Unterstützung der USA und verdeckter Hilfe aus Thailand nahmen die Truppen von General Phoumi Nosavan im November 1960 Vientiane ein.

#### 1961: Dominikanische Republik
Im Mai 1961 wurde der Diktator der Dominikanischen Republik, Rafael Trujillo, mit Waffen ermordet, die von der CIA ins Land geliefert worden waren. In einem internen Memorandum der CIA heißt es, dass eine Untersuchung des Mordes durch das Office of Inspector General im Jahr 1973 „eine recht umfangreiche Beteiligung der Agency an den Verschwörern“ aufdeckte. Die CIA bezeichnete ihre Rolle bei der „Veränderung“ der Regierung der Dominikanischen Republik als „Erfolg“, da sie dabei half, die Dominikanische Republik von einer totalitären Diktatur zu einer Demokratie nach westlichem Vorbild zu machen. Juan Bosch, ein früherer Empfänger von CIA-Geldern, wurde 1962 zum Präsidenten der Dominikanischen Republik gewählt und 1963 abgesetzt.

#### 1961–1964: Brasilien
Als Jânio Quadros, der 1960 gewählte Präsident Brasiliens, im August 1961 zurücktrat, wurde Vizepräsident João Goulart sein Nachfolger trotz des starken Widerstands der konservativen Kräfte innerhalb des Militärs, die versuchten, ein Veto gegen seine Amtsführung einzulegen. Goulart war ein Befürworter demokratischer Rechte, der Legalisierung der Kommunistischen Partei Brasiliens und von Wirtschafts- und Landreformen, aber die US-Regierung bestand darauf, dass er ein Programm wirtschaftlicher Sparmaßnahmen einführen sollte. Die Regierung der Vereinigten Staaten setzte einen Plan zur Destabilisierung des Landes um, der unter dem Codenamen Operation Brother Sam bekannt wurde, indem sie die Hilfe für die brasilianische Bundesregierung einstellte, die Gouverneure der brasilianischen Bundesstaaten, die sich gegen den neuen Präsidenten stellten, unterstützte und hochrangige Offiziere der brasilianischen Streitkräfte ermutigte, die Macht zu übernehmen und den Generalstabschef der Armee, General Humberto de Alencar Castelo Branco, zu unterstützen. General Branco führte den Sturz der Regierung Goulart im April 1964 an, der die Vierte Brasilianische Republik beendete, und wurde als erster Präsident des Militärregimes eingesetzt, während die US-Regierung ihre Zustimmung gab und die Wirtschaftshilfen und die Investitionen im Land wieder aufnahm.

#### 1963: Irak

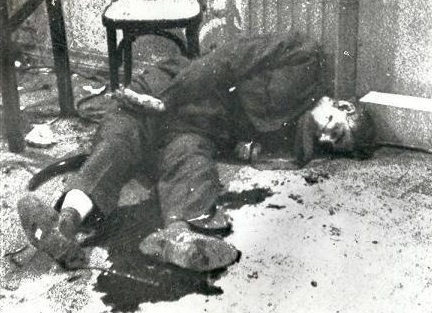
Leiche des ermordeten irakischen Premierministers Abd al-Karim Qasim

Einige Quellen haben behauptet, dass der Staatsstreich vom Februar 1963, der zur Bildung einer Baathisten-Regierung im Irak führte, von der CIA „inszeniert“ wurde. Keine freigegebenen US-Dokumente haben diese Behauptung bestätigt. Der hochrangige Beamte des Nationalen Sicherheitsrats Robert Komer schrieb jedoch am 8. Februar 1963 an Präsident John F. Kennedy, dass der irakische Staatsstreich „mit ziemlicher Sicherheit ein Nettogewinn für unsere Seite ist ... Die CIA hatte exzellente Berichte über die Verschwörung, aber ich bezweifle, dass sie oder das Vereinigte Königreich viel Anerkennung dafür beanspruchen sollten“. Brandon Wolfe-Hunnicutt stellt fest, dass „Wissenschaftler in ihren Interpretationen der amerikanischen Außenpolitik gegenüber dem Staatsstreich im Irak im Februar 1963 gespalten bleiben“, führt aber „überzeugende Belege für eine amerikanische Rolle bei dem Staatsstreich“ an.
Nach dem Staatsstreich, der von antikommunistischen Säuberungen und irakischen Gräueltaten gegen kurdische Rebellen und Zivilisten begleitet wurde, boten die USA der neuen baathistischen Regierung materielle Unterstützung an. In der Forschung wurde über die Behauptungen von König Hussein von Jordanien und anderen diskutiert, dass die CIA (oder andere US-Behörden) die Baath-Regierung mit Listen von Kommunisten und anderen Linken versorgte, die dann von der Miliz der Baath-Partei, der Nationalgarde, verhaftet oder getötet wurden.

#### 1965–1967: Indonesien

Sukarno (etwa 1949)

Junge Armeeoffiziere und der Kommandant der Palastwache von Präsident Sukarno beschuldigten ranghohe Offiziere der indonesischen Streitkräfte, einen von der CIA unterstützten Staatsstreich gegen Präsident Sukarno zu planen und töteten am 1. Oktober 1965 sechs Generäle im Namen der Bewegung 30. September.
Die Bewegung scheiterte und die Kommunistische Partei Indonesiens (PKI) wurde beschuldigt, die Ermordung der sechs Generäle geplant zu haben. Die Armee hetzte in einer Propagandakampagne die Zivilbevölkerung auf, PKI-Anhänger und andere politische Gegner anzugreifen. Wissenschaftler schätzen die Zahl der getöteten Zivilisten auf eine halbe bis über eine Million. Der US-Botschafter Marshall Green ermutigte die Militärführung, mit Gewalt gegen die politischen Gegner vorzugehen.
Im Jahr 2017 bestätigten freigegebene Dokumente aus der US-Botschaft in Jakarta, dass die USA von den Massentötungen aus eigenen geopolitischen Interessen wussten und sie förderten. US-Diplomaten gaben 1990 gegenüber der Washington Post zu, dass sie der indonesischen Armee Tausende Namen angeblicher PKI-Anhänger und anderer Personen zur Verfügung stellten und deren Liquidation protokollierten. Präsident Sukarnos Unterstützerbasis wurde geschwächt. Er wurde schließlich 1967 abgesetzt, inhaftiert und durch ein autoritäres Militärregime unter der Führung von General Suharto ersetzt. Der Historiker John Roosa stellt fest, dass „die indonesische Regierung fast über Nacht von einer vehementen Stimme für die Neutralität im Kalten Krieg und den Antiimperialismus zu einem stillen, willfährigen Partner der USA wurde“. Diese Kampagne gilt als wichtiger Wendepunkt im Kalten Krieg und war so erfolgreich, dass sie als Modell für andere von den USA unterstützte Putsche und antikommunistische Vernichtungsaktionen in Asien und Lateinamerika diente.

### 1970er

#### 1970: Kambodscha
Prinz Norodom Sihanouk, der bei den Parlamentswahlen 1955 an die Macht kam, hatte Kambodscha jahrelang aus dem Vietnamkrieg herausgehalten, indem er sich mit China und Nordvietnam anfreundete, und hatte linke Parteien in die etablierte Politik integriert. Im Jahr 1967 kam es jedoch zu einem linken Aufstand, und im folgenden Jahr begannen die kommunistischen Roten Khmer einen Aufstand gegen den Prinzen. Nach der Tet-Offensive 1968 war Sihanouk überzeugt, dass Nordvietnam den Krieg verlieren würde, und verbesserte daher die Beziehungen zu den Vereinigten Staaten. Henry Kissinger behauptete, Sihanouk habe 1969 die Bombardierung nordvietnamesischer Ziele in Kambodscha durch die USA gebilligt, obwohl dies von anderen Quellen bestritten wird.
Im März 1970 wurde Sihanouk von dem rechtsgerichteten General Lon Nol nach einem Misstrauensvotum in der kambodschanischen Nationalversammlung abgesetzt. Der Sturz erfolgte im Rahmen des kambodschanischen Verfassungsprozesses, und die meisten Berichte betonen die Vorrangstellung kambodschanischer Akteure bei der Absetzung Sihanouks. Historiker sind geteilter Meinung über das Ausmaß der US-Beteiligung am Sturz Sihanouks bzw. über das Vorwissen darüber, aber es zeichnet sich ein Konsens ab, dass der US-Militärgeheimdienst eine gewisse Schuld trägt. Es gibt Hinweise darauf, dass Lon Nol bereits Ende 1968 dem US-Militärgeheimdienst die Idee eines Staatsstreichs unterbreitete, um die Zustimmung und militärische Unterstützung der USA zu erhalten. Der Staatsstreich destabilisierte das Land weiter und leitete einen jahrelangen Bürgerkrieg zwischen der rechtsgerichteten Republik Khmer, die von verstärkten US-Bombardements unterstützt wurde, und den Roten Khmer ein, die von der Vietnamesischen Volksarmee unterstützt wurden. Die Kommunisten nahmen schließlich Phnom Penh ein, gewannen den Bürgerkrieg und gründeten das Demokratische Kampuchea. Die Roten Khmer verübten nach ihrer Machtübernahme den Genozid in Kambodscha.

#### 1970–1973: Chile

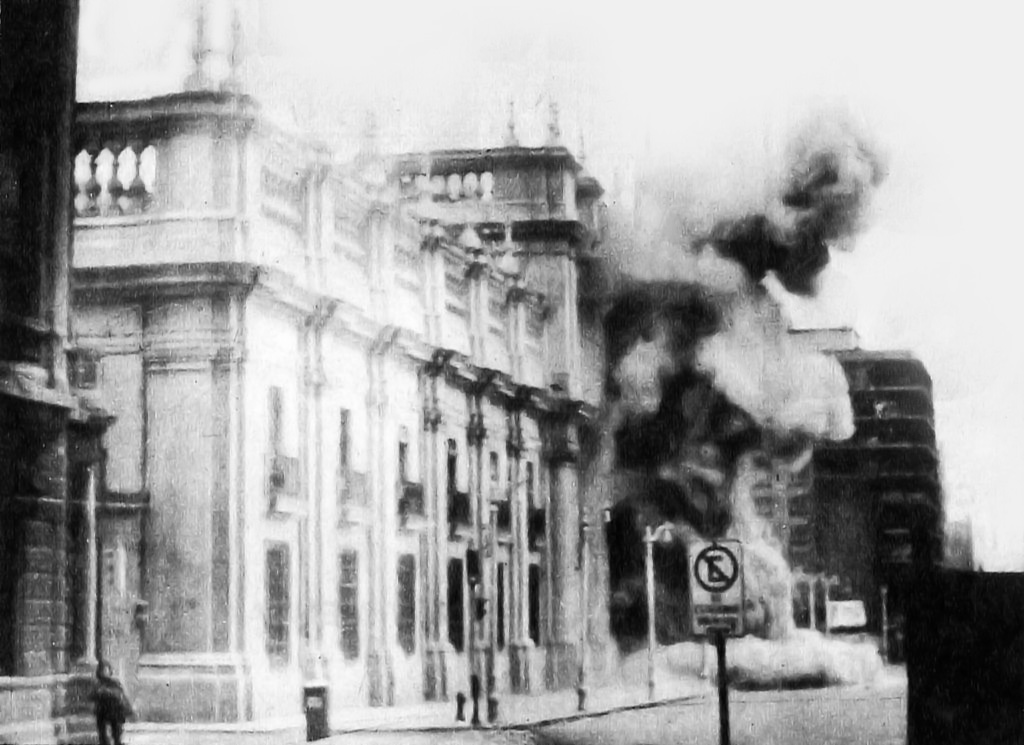
Bombardierung des Präsidentenpalasts in Chile (1973)

Die US-Regierung führte in Chile von 1963 bis zum Staatsstreich 1973 eine Psy-Ops-Aktion durch, und die CIA war während dieser Zeit an jeder chilenischen Wahl beteiligt. Bei den chilenischen Präsidentschaftswahlen 1964 unterstützte die US-Regierung den Präsidentschaftskandidaten der Christdemokratischen Partei, Eduardo Frei Montalva, mit 2,6 Millionen Dollar, um den Sieg von Salvador Allende und der Sozialistischen Partei Chiles zu verhindern. Die USA nutzten auch die CIA, um Geschäftsinteressen mit 12 Millionen Dollar zu finanzieren, um Allendes Ruf zu schädigen. Die Kommunistische Partei Chiles wurde dagegen von der UdSSR finanziert.
Vor Allendes Amtsantritt wurde der Stabschef der chilenischen Armee, René Schneider, ein General, der sich für die Aufrechterhaltung der verfassungsmäßigen Ordnung einsetzte und als „ein wichtiger Stolperstein für Militäroffiziere, die einen Staatsstreich durchführen wollten“ galt, am 19. Oktober 1970 bei einem missglückten, von der CIA unterstützten Entführungsversuch von General Camilo Valenzuela zur Zielscheibe. Schneider wurde drei Tage später bei einem weiteren verpfuschten Entführungsversuch unter der Leitung von General Roberto Viaux getötet. Nach der Amtseinführung folgte eine längere Zeit sozialer und politischer Unruhen zwischen dem von der Rechten dominierten Kongress Chiles und Allende sowie ein von Washington geführter Wirtschaftskrieg zur Destabilisierung der Allende-Regierung. US-Präsident Richard Nixon hatte versprochen, „die Wirtschaft zum Schreien zu bringen“, um „Allende an der Machtübernahme zu hindern oder ihn zu stürzen“.
Am 11. September 1973 wurde Präsident Allende von den chilenischen Streitkräften und der Nationalpolizei gestürzt und das Regime von Augusto Pinochet an die Macht gebracht. Allende beging Suizid, während der Präsidentenpalast angegriffen wurde. Die CIA hatte eine Destabilisierungskampagne durchgeführt und Gruppen unterstützt, die einen Staatsstreich anstrebten. In den Worten von Peter Kornbluh scheint die CIA „nach der engsten Definition von ‚direkter Rolle‘ - Bereitstellung von Planung, Ausrüstung, strategischer Unterstützung und Garantien“ nicht an den gewaltsamen Aktionen des chilenischen Militärs beteiligt gewesen zu sein. Die CIA schuf jedoch, so Henry Kissinger, „die bestmöglichen Bedingungen [für einen Putsch]“.

#### 1971: Bolivien
Die US-Regierung unterstützte 1971 den Putsch von General Hugo Banzer, der den bolivianischen Präsidenten Juan José Torres stürzte, der im Jahr zuvor durch einen Staatsstreich an die Macht gekommen war. Torres war ein beim Volk beliebter linker Politiker, der eine stärkere Umverteilung des nationalen Wohlstands versprochen hatte. Am 18. August 1971 begann Banzer einen Militäraufstand, der es ihm ermöglichte, bis zum 22. August die Macht an sich zu reißen. In der Folgezeit leisteten die USA umfangreiche militärische und weitere Hilfe für die Banzer-Diktatur. Torres, der aus Bolivien geflohen war, wurde 1976 im Rahmen der Operation Condor, einer von den USA unterstützten Kampagne zur Verfolgung und Ermordung politischer Gegner südamerikanischer rechtsgerichteter Diktatoren, entführt und ermordet.

#### 1975–1991: Angola
Anfang der 1960er Jahre brach im angolanischen Unabhängigkeitskrieg eine Rebellion gegen die portugiesische Kolonialherrschaft aus, an der vor allem die Rebellengruppen Volksbewegung zur Befreiung Angolas (MPLA) und die Nationale Befreiungsfront Angolas (FNLA) beteiligt waren. Im Jahr 1974 wurde die rechtsgerichtete Militärjunta in Portugal durch die Nelkenrevolution gestürzt. Die neue Regierung versprach, ihren Kolonien, darunter auch Angola, die Unabhängigkeit zu gewähren. Am 15. Januar 1975 unterzeichnete Portugal das Abkommen von Alvor, mit dem Angola die Unabhängigkeit gewährt und eine Übergangsregierung eingesetzt wurde, der die MPLA, die FNLA und die Nationale Union für die vollständige Unabhängigkeit Angolas (UNITA) angehörten. Die Übergangsregierung bestand aus dem portugiesischen Hochkommissar, der mit einem Premierministerrat (PMC) regierte, der sich aus drei Vertretern zusammensetzte, von denen jeweils einer von jeder angolanischen Vertragspartei stammte, wobei der Premierministerposten unter den Vertretern rotierte.
Die verschiedenen Unabhängigkeitsgruppen begannen jedoch, sich gegenseitig zu bekämpfen. Die MPLA war eine linksgerichtete Gruppe, die auf die beiden anderen großen Rebellengruppen, die FNLA und die UNITA, vorrückte. Letztere wurde von Jonas Savimbi angeführt, einem ehemaligen FNLA-Kämpfer und Maoisten, der schließlich zum Kapitalisten wurde und die UNITA zu einer antikommunistischen militanten Gruppe machte. China, Jugoslawien, Kuba und die Sowjetunion schickten Waffen und Truppen zur Unterstützung der MPLA, während Südafrika Truppen zur Unterstützung der FNLA und der UNITA entsandte. Als sich die Portugiesen im Dezember 1975 formell zurückzogen, kontrollierte die MPLA zehn Provinzhauptstädte und rief in Luanda die Volksrepublik Angola, einen Einparteienstaat, aus, während eine rivalisierende Regierung, die Demokratische Volksrepublik Angola, die von der UNITA und der FNLA unterstützt wurde, von Huambo aus fünf Provinzhauptstädte kontrollierte.

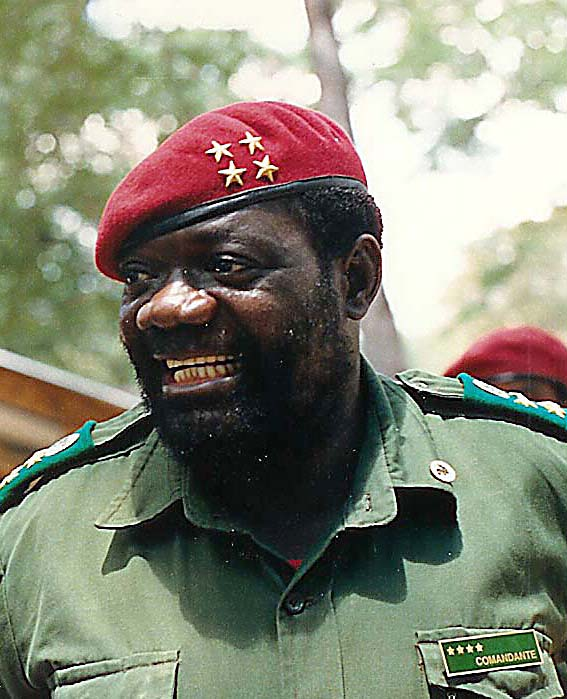
Jonas Savimbi (1989).

Die Vereinigten Staaten unterstützten die UNITA und die FNLA im Rahmen der Operation IA Feature verdeckt. Präsident Gerald Ford genehmigte das Programm am 18. Juli 1975, obwohl Beamte der CIA und des Außenministeriums dagegen waren. Nathaniel Davis, stellvertretender Außenminister, trat zurück, weil er damit nicht einverstanden war. Dieses Programm begann, als der Unabhängigkeitskrieg zu Ende ging, und wurde fortgesetzt, als der Bürgerkrieg im November 1975 begann. Das Programm wurde 1976 vom Kongress aufgedeckt und verurteilt. Das Clark Amendment wurde dem US-Waffenexportkontrollgesetz von 1976 hinzugefügt, um die Operation zu beenden und das Engagement in Angola einzuschränken. Trotzdem räumte CIA-Direktor George H.W. Bush ein, dass einige Hilfen für die FNLA und UNITA fortgesetzt wurden.
1986 formulierte Ronald Reagan die Reagan-Doktrin, die zur Finanzierung antikommunistischer Kräfte in der ganzen Welt aufrief, um den sowjetischen Einfluss „zurückzudrängen“. Die Reagan-Regierung setzte sich im Kongress für die Aufhebung des Clark-Amendments ein, was schließlich am 11. Juli 1985 geschah. 1986 wurde der Krieg in Angola zu einem wichtigen Stellvertreterkonflikt des Kalten Krieges. Savimbis konservative Verbündete in den USA setzten sich für eine verstärkte Unterstützung der UNITA ein. 1986 besuchte Savimbi das Weiße Haus, und anschließend genehmigte Reagan die Lieferung von FIM-92 Stinger als Teil der Hilfe in Höhe von 25 Millionen Dollar.
Nachdem George H.W. Bush Präsident geworden war, wurde die Hilfe für Savimbi fortgesetzt. Savimbi begann, sich auf die Lobbyingfirma Black, Manafort and Stone zu verlassen, um Unterstützung zu erhalten. Sie setzten sich bei der Regierung H.W. Bush für mehr Unterstützung und Waffen für die UNITA ein. Savimbi traf 1990 auch mit Bush selbst zusammen. 1991 unterzeichneten die MPLA und die UNITA das Abkommen von Bicesse, das die Beteiligung der USA und der Sowjetunion am Krieg beendete, Mehrparteienwahlen einleitete und die Republik Angola gründete, während sich Südafrika aus Namibia zurückzog.

#### 1975–1999: Osttimor

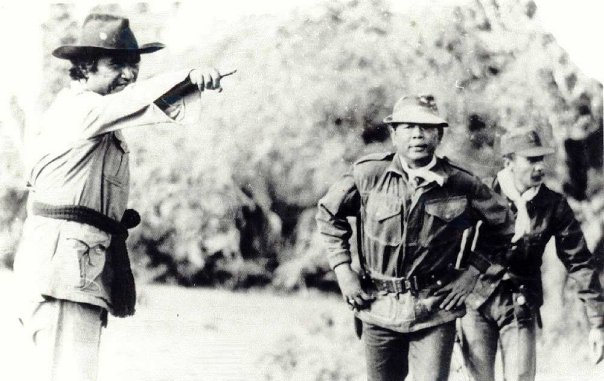
Der indonesische Oberst Dading Kalbuadi in Osttimor

Am 7. Dezember 1975, neun Tage nach der Erklärung der Unabhängigkeit von Portugal, wurde Osttimor von Indonesien überfallen. Unter dem Vorwand des Antikolonialismus war das eigentliche Ziel der Invasion der Sturz des im Jahr zuvor entstandenen Fretilin-Regimes. Am Tag vor der Invasion trafen US-Präsident Gerald Ford und Außenminister Henry Kissinger mit General Suharto zusammen, der ihnen von seiner Absicht berichtete, in Osttimor einzumarschieren. Ford antwortete: „Wir werden Sie verstehen und Sie in dieser Angelegenheit nicht unter Druck setzen. Wir verstehen das Problem, das Sie haben, und die Absichten, die Sie haben“. Ford befürwortete die Invasion, da er Osttimor als wenig bedeutsam ansah, überschattet von den Beziehungen zwischen Indonesien und den Vereinigten Staaten. Nach dem Fall von Saigon im Jahr 1975 war Indonesien der wichtigste Verbündete der USA in Südostasien, so dass es aus Fords Sicht im nationalen Interesse lag, sich auf die Seite Indonesiens zu stellen.
Amerikanische Waffen waren für Indonesien während der Invasion von entscheidender Bedeutung, da der Großteil der von den beteiligten indonesischen Militäreinheiten verwendeten militärischen Ausrüstung aus den USA stammte. Ein Teil der Bevölkerung von Osttimor kam bei der brutalen Besatzung durch Indonesien ums Leben und zahlreiche Menschenrechtsverletzungen wurden verübt. Die Militärhilfe der Vereinigten Staaten für Indonesien wurde während der Besetzung Osttimors fortgesetzt und endete 1999 mit dem Unabhängigkeitsreferendum in Osttimor. Im Jahr 2005 schrieb die abschließende Empfangs-, Wahrheits- und Versöhnungskommission von Osttimor, dass „die politische und militärische Unterstützung der USA für die Invasion und Besetzung Osttimors von grundlegender Bedeutung war“.

#### 1976: Argentinien
Die argentinischen Streitkräfte stürzten die in den Präsidentschaftswahlen von 1973 gewählte Präsidentin Isabel Perón 1976 durch einen Staatsstreich und leiteten damit die Militärdiktatur von General Jorge Rafael Videla ein, die als Nationaler Reorganisationsprozess bis 1983 bekannt war. Sowohl der Staatsstreich als auch das darauf folgende autoritäre Regime wurden von der US-Regierung gebilligt und unterstützt. So stattete Henry Kissinger Argentinien während der Diktatur mehrere offizielle Besuche ab. Laut dem spanischen Richter Baltasar Garzón war Kissinger Zeuge der Verbrechen des Regimes gegen die Menschlichkeit.

#### 1979–1992: Afghanistan
Im Jahr 1978 brachte die Saurrevolution die Demokratische Republik Afghanistan an die Macht, einen von der Sowjetunion unterstützten Einparteienstaat. Im Rahmen der so genannten Operation Cyclone stellte die US-Regierung Waffen und finanzielle Mittel für eine Gruppe von Kriegsherren und mehrere Fraktionen dschihadistischer Guerillas bereit, die als afghanische Mudschaheddin bekannt waren und für den Sturz der afghanischen Regierung kämpften. Das Programm begann am 3. Juli 1979 mit einer bescheidenen Summe von 695.000 Dollar in Form von „nicht-tödlicher“ Hilfe für die Mudschaheddin und eskalierte nach der sowjetischen Invasion in Afghanistan im Dezember 1979. Über den Geheimdienst ISI (Inter-Services Intelligence) des benachbarten Pakistans vermittelten die USA afghanischen Kämpfern Ausbildung, Waffen und Geld. Bei den ersten von der CIA gelieferten Waffen handelte es sich um alte britische Lee-Enfield-Gewehre, die im Dezember 1979 verschickt wurden. Ab September 1986 umfasste das Programm jedoch auch hochmoderne US-Waffen wie die Boden-Luft-Raketen vom Typ FIM-92 Stinger, von denen schließlich rund 2.300 Stück nach Afghanistan geliefert wurden.

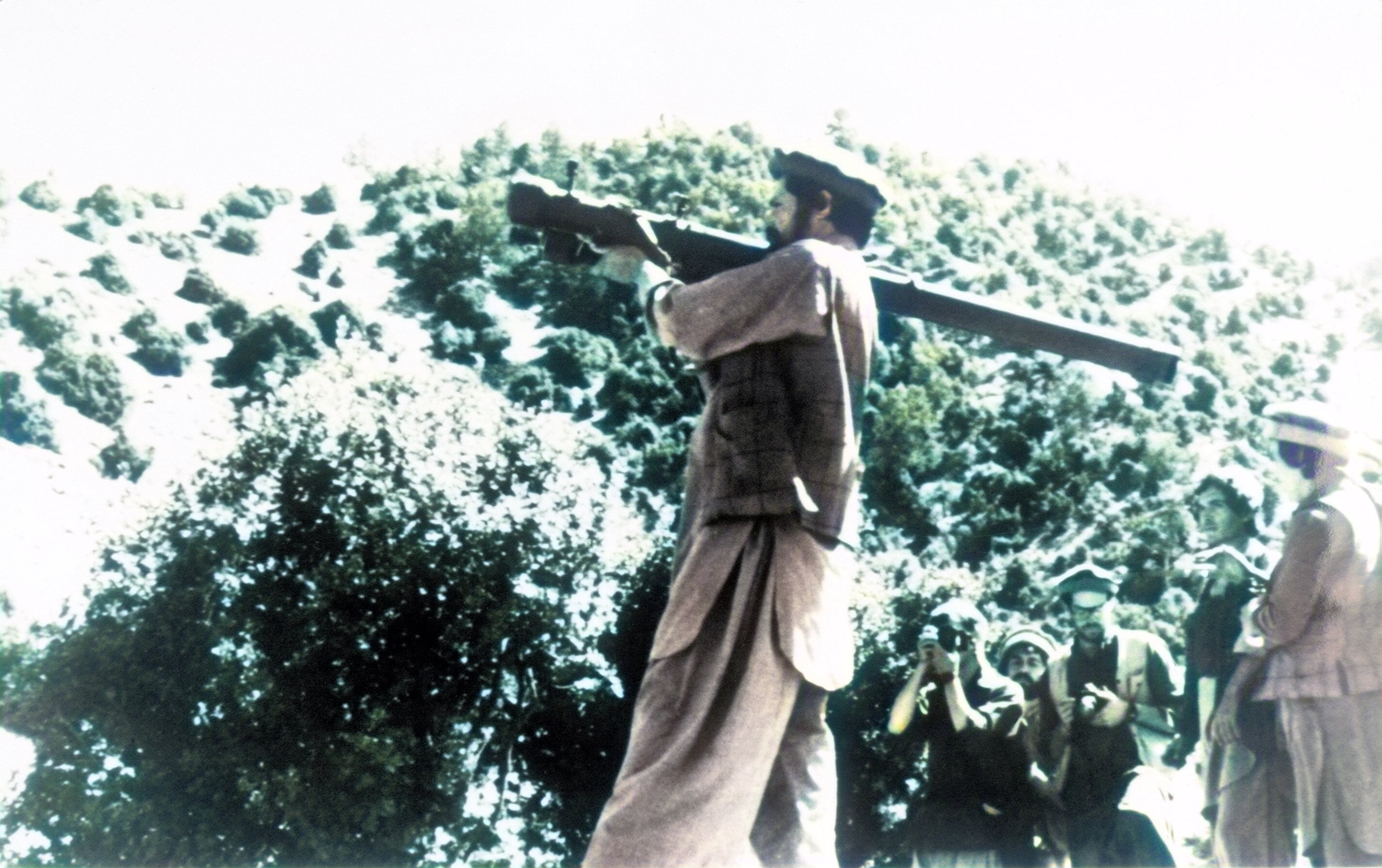
Mudschahed im Kampf gegen die Sowjets, 1988

Auch extremistische arabische Kämpfer in Afghanistan „profitierten indirekt von der CIA-Finanzierung, und zwar über den ISI und Widerstandsorganisationen“. Einige der größten afghanischen Nutznießer der CIA waren islamistische Kommandeure wie Jalaluddin Haqqani und Gulbuddin Hekmatyar, die über viele Jahre hinweg wichtige Verbündete von Osama bin Laden waren. Einige der von der CIA finanzierten Kämpfer wurden später Teil von Al-Qaida, darunter auch bin Laden, wie der ehemalige britische Außenminister Robin Cook und andere Quellen berichten. Trotz dieser und ähnlicher Behauptungen gibt es keine direkten Beweise für Kontakte der CIA mit bin Laden oder seinem inneren Kreis während des sowjetisch-afghanischen Krieges.
Die US-Unterstützung für die Mudschaheddin endete im Januar 1992 aufgrund einer im September 1991 mit den Sowjets getroffenen Vereinbarung über die Beendigung der externen Einmischung in Afghanistan durch beide Seiten. Bis 1992 wurde die Hilfe der USA, Saudi-Arabiens und Chinas für die Mudschaheddin auf insgesamt 6 bis 12 Milliarden Dollar geschätzt, während die sowjetische Militärhilfe für Afghanistan auf 36 bis 48 Milliarden Dollar geschätzt wurde. Das Ergebnis war eine schwer bewaffnete, militarisierte und destabilisierte afghanische Gesellschaft.

### 1980er

#### 1980–1989: Polen
Seit der Verfassung von 1952 war Polen ein kommunistischer Einparteienstaat, die Volksrepublik Polen. In den 1980er Jahren kristallisierte sich der Widerstand dagegen in der 1980 gegründeten Gewerkschaft Solidarność heraus. Die Reagan-Regierung unterstützte die Solidarność und führte auf der Grundlage von CIA-Informationen eine PR-Kampagne durch, um das zu verhindern, was die Carter-Regierung für einen „unmittelbar bevorstehenden Einmarsch großer sowjetischer Streitkräfte in Polen“ hielt. Oberst Ryszard Kukliński, ein ranghoher Offizier im polnischen Generalstab, schickte heimlich Berichte an die CIA. Die CIA überwies jährlich etwa 2 Millionen Dollar in bar an Solidarność, insgesamt 10 Millionen Dollar über einen Zeitraum von fünf Jahren. Es gab keine direkten Verbindungen zwischen der CIA und der Solidarność, und alle Gelder wurden über Dritte weitergeleitet. CIA-Agenten durften sich nicht mit Solidarność-Führern treffen. Der US-Kongress ermächtigte die National Endowment for Democracy (NED) 10 Millionen Dollar für Solidarność bereitzustellen.
Als die polnische Regierung im Dezember 1981 das Kriegsrecht verhängte, wurde Solidarność jedoch nicht gewarnt. Dafür gibt es unterschiedliche Erklärungen: Einige glauben, dass die CIA überrumpelt wurde, während andere vermuten, dass die amerikanischen Entscheidungsträger ein internes Durchgreifen einer „unvermeidlichen sowjetischen Intervention“ vorzogen. Die CIA unterstützte die Solidarność mit Geld, Ausrüstung und Ausbildung, die von einer Spezialeinheit koordiniert wurde. Henry Hyde, Mitglied des Geheimdienstausschusses des US-Repräsentantenhauses, erklärte, dass die USA „Lieferungen und technische Unterstützung in Form von Untergrundzeitungen, Rundfunk, Propaganda, Geld, organisatorischer Hilfe und Beratung“ bereitstellten. Die Mittel für verdeckte Aktionen der CIA beliefen sich anfangs auf 2 Millionen Dollar, wurden aber bald nach der Genehmigung aufgestockt, so dass die CIA 1985 erfolgreich Polen infiltrierte.

#### 1981–1982: Tschad
Im Rahmen des Ersten Tschadischen Bürgerkriegs stürzte das Militär 1975 François Tombalbaye und setzte Félix Malloum als Staatschef ein. Hissène Habré wurde zum Premierminister ernannt und versuchte im Februar 1979 die Regierung zu stürzen, scheiterte jedoch und wurde daraufhin vertrieben. Im Jahr 1979 trat Malloum zurück und Goukouni Oueddei wurde Staatschef. Oueddei erklärte sich bereit, die Macht mit Habre zu teilen und ihn zum Verteidigungsminister zu ernennen, doch die Kämpfe wurden bald darauf wieder aufgenommen. Habre wurde 1980 in den Sudan verbannt.
Zu dieser Zeit wollte die US-Regierung ein Bollwerk gegen Muammar al-Gaddafi in Libyen errichten und sah im Tschad, Libyens südlichem Nachbarn, dafür eine gute Option. Der Tschad und Libyen hatten vor kurzem ein Abkommen unterzeichnet, um zu versuchen, ihren Grenzkonflikt zu beenden und „auf eine vollständige Einheit zwischen den beiden Ländern hinzuarbeiten“, was die Vereinigten Staaten ablehnten. Die Vereinigten Staaten hielten Oueddei außerdem für zu freundlich Gaddafi gegenüber. Habre war bereits pro-westlich und pro-amerikanisch eingestellt, und er war auch ein Gegner von Oueddei. Die Reagan-Regierung unterstützte ihn verdeckt durch die CIA, als er 1981 zurückkehrte, um den Kampf fortzusetzen, und er stürzte Goukouni Oueddi am 7. Juni 1982 und machte sich selbst zum neuen Präsidenten des Tschad.
Die CIA unterstützte Habre auch nach seiner Machtübernahme weiter, unter anderem durch die Ausbildung und Ausrüstung der Dokumentations- und Sicherheitsdirektion (DDS), der berüchtigten Geheimpolizei des Tschad. Die CIA unterstützte den Tschad auch in seinem Krieg gegen Libyen 1986–1987.

#### 1981–1990: Nicaragua
Die FSLN (Sandinistische Nationale Befreiungsfront) hatte 1979 die mit den USA befreundete Familie Somoza gestürzt. Zunächst versuchte die Carter-Regierung, sich mit der neuen Regierung anzufreunden, aber die nachfolgende Reagan-Regierung verfolgte eine viel stärker antikommunistische Außenpolitik. Im Januar 1981 stellte Reagan sofort die Hilfe für die nicaraguanische Regierung ein, und am 6. August 1981 unterzeichnete er die National Security Decision Directive 7, die die Produktion und den Versand von Waffen in die Region genehmigte, nicht aber deren Einsatz. Am 17. November 1981 unterzeichnete Reagan die Nationale Sicherheitsdirektive 17, die eine verdeckte Unterstützung der anti-sandinistischen Kräfte erlaubte. Die US-Regierung bewaffnete, trainierte und finanzierte daraufhin heimlich die Contras, eine in Honduras ansässige Gruppe von Rebellenkämpfern, mit dem Ziel die nicaraguanische Regierung zu stürzen. Als Teil der Ausbildung verteilte die CIA ein detailliertes Handbuch mit dem Titel „Psychologische Operationen im Guerillakrieg“, in dem die Contras unter anderem angewiesen wurden, öffentliche Gebäude in die Luft zu sprengen, Richter zu ermorden, Märtyrer zu schaffen und einfache Bürger zu erpressen. Die US-Regierung unterstützte nicht nur die Contras, sondern sprengte auch Brücken und verminte Häfen, wodurch mindestens sieben Handelsschiffe beschädigt und zahlreiche nicaraguanische Fischerboote in die Luft gesprengt wurden. Sie griffen auch den Hafen von Corinto an, wobei es nach Angaben der nicaraguanischen Regierung 112 Verletzte gab.
Nachdem das Boland Amendment der US-Regierung die Finanzierung von Contra-Aktivitäten untersagt hatte, verkaufte die Regierung Reagan heimlich Waffen an die iranische Regierung, um einen geheimen US-Regierungsapparat zu finanzieren, der die Contras weiterhin illegal finanzierte, was als Iran-Contra-Affäre bekannt wurde. Die USA fuhren fort, die Contras zu bewaffnen und auszubilden, auch nachdem die sandinistische Regierung Nicaraguas die Wahlen von 1984 gewonnen hatte. Bei den allgemeinen Wahlen 1990 in Nicaragua genehmigte die Regierung von George H. W. Bush 49,75 Millionen Dollar an Hilfe für die Contras. Sie setzten die Ermordung von Kandidaten fort und verteilten Flugblätter zur Unterstützung der Oppositionspartei Unión Nacional Opositora (Union der Nationalen Opposition), die die Wahlen gewann.

#### 1983: Grenada
Am 25. Oktober 1983 drangen das US-Militär und eine Koalition aus sechs karibischen Staaten unter dem Codenamen Operation Urgent Fury in Grenada ein und stürzten erfolgreich die marxistische Regierung von Hudson Austin, die von kubanischen Soldaten unterstützt wurde. Auslöser des Konflikts war die Ermordung des früheren Regierungschefs von Grenada, Maurice Bishop, und die Einsetzung von Hudson als Regierungschef des Landes eine Woche zuvor am 19. Oktober. Die Generalversammlung der Vereinten Nationen bezeichnete den Einmarsch der USA als „eklatante Verletzung des Völkerrechts“, doch wurde eine Resolution, die im Sicherheitsrat der Vereinten Nationen breite Unterstützung fand, von den USA mit einem Veto blockiert.

#### 1989–1994: Panama
1979 unterzeichneten die USA und Panama einen Vertrag zur Übergabe der Panamakanalzone und versprachen, dass die USA den Kanal nach 1999 abtreten würden. Manuel Noriega regierte das Land Panama als Diktator. Er war ein Verbündeter der Vereinigten Staaten und arbeitete mit ihnen gegen die Sandinisten in Nicaragua und die FMLN in El Salvador. Trotzdem begannen sich die Beziehungen zu verschlechtern, als er in den Iran-Contra-Skandal verwickelt wurde, der auch den Drogenhandel betraf. Als sich die Beziehungen weiter verschlechterten, begann Noriega, sich mit dem Ostblock zu verbünden. Dies beunruhigte auch US-Beamte, und Regierungsvertreter wie Elliott Abrams argumentierten gegenüber Reagan, dass die USA in Panama einmarschieren sollten. Reagan beschloss, aufgrund der Verbindungen von George H. W. Bush zu Noriega zu warten, als dieser als CIA-Chef seinen Präsidentschaftswahlkampf leitete, aber nachdem Bush gewählt worden war, begann er Noriega unter Druck zu setzen. Trotz Unregelmäßigkeiten bei den Wahlen in Panama 1989 weigerte sich Noriega, den Kandidaten der Opposition an die Macht zu lassen. Bush forderte ihn auf, den Willen des panamaischen Volkes zu respektieren. Gegen Noriega wurden Putschversuche unternommen, und es kam zu Gefechten zwischen amerikanischen und panamaischen Truppen. Noriega wurde nun in den Vereinigten Staaten wegen Drogenvergehen angeklagt.
Im Dezember 1989 marschierten die USA in einer Militäroperation mit dem Codenamen Operation Just Cause in Panama ein. Noriega tauchte unter, wurde aber bald darauf von den US-Streitkräften gefangen genommen. Der gewählte Präsident Guillermo Endara wurde im Amt vereidigt. Die Vereinigten Staaten beendeten die Operation Just Cause im Januar 1990 und begannen mit der Operation Promote Liberty, der folgenden Besetzung des Landes zur Einsetzung der neuen Regierung bis 1994.

## Nach dem Kalten Krieg ab 1991

### 1990er

#### 1991: Irak
Während und unmittelbar nach dem Zweiten Golfkrieg 1991 sendeten die Vereinigten Staaten Signale, die zu einem Aufstand gegen Saddam Hussein ermutigten, einen Autokraten, der den Irak regiert hatte, seit er 1979 nach einem Machtkampf innerhalb der regierenden Baath-Partei an die Macht gekommen war. Am 5. Februar 1991 hielt George H. W. Bush eine Rede bei Voice of America, in der er erklärte: „Es gibt einen anderen Weg, das Blutvergießen zu beenden: Das irakische Militär und das irakische Volk müssen die Dinge selbst in die Hand nehmen und den Diktator Saddam Hussein zwingen, zurückzutreten, die Resolutionen der Vereinten Nationen zu erfüllen und sich wieder der Familie der friedliebenden Nationen anzuschließen“. Am 24. Februar 1991, wenige Tage nach der Unterzeichnung des Waffenstillstands, rief der von der CIA finanzierte und betriebene Radiosender Voice of Free Iraq das irakische Volk zum Aufstand gegen Hussein auf. Am Tag nach dem Ende des Golfkriegs, am 1. März 1991, rief Bush erneut zum Sturz von Saddam Hussein auf. Die USA hofften auf einen Staatsstreich, doch stattdessen brach unmittelbar nach dem Krieg im ganzen Irak eine Reihe von Aufständen aus. Zwei der größten Aufstände wurden von den irakischen Kurden im Norden und den schiitischen Milizen im Süden angeführt. Die Rebellen gingen davon aus, dass sie von den USA direkt unterstützt werden würden, doch die Vereinigten Staaten hatten nie die Absicht, den Rebellen Hilfe zu leisten. Die schiitischen Aufstände wurden vom irakischen Militär niedergeschlagen, während die Peschmerga erfolgreicher waren und den irakischen Kurden Autonomie verschafften. Die Bush-Regierung wurde heftig kritisiert, weil sie die Rebellen nicht unterstützte, nachdem sie sie zum Aufstand ermutigt hatte. Die USA befürchteten, dass der Iran im Falle eines Sturzes Saddams und eines Zusammenbruchs des Irak die Macht übernehmen würde. Colin Powell schrieb über seine Zeit als Vorsitzender der Generalstabschefs: „Unsere praktische Absicht war es, Bagdad genug Macht zu lassen, um als Bedrohung für einen Iran zu überleben, der den Vereinigten Staaten gegenüber bitter feindlich gesinnt war“. Gleichzeitig erklärte George H.W. Bush, die USA hätten nie die Absicht gehabt, irgendeiner der Bürgerkriegsparteien zu helfen. Am 5. Mai 1991 autorisierte Bush die CIA, die Voraussetzungen dafür zu schaffen, Saddam Hussein zu entmachten.

#### 1991: Haiti
Acht Monate nach den ersten freien und fairen Wahlen in Haiti wurde der neu gewählte Präsident Jean-Bertrand Aristide von den haitianischen Streitkräften gestürzt. Quellen behaupten, dass die CIA „Schlüsselmitglieder der Putschisten, die als Drogenhändler identifiziert wurden, seit Mitte der 1980er Jahre bis zum Putsch für Informationen bezahlte“. Die Anführer des Putsches, Raoul Cédras und Michel François, hatten in den Vereinigten Staaten eine militärische Ausbildung erhalten.

#### 1992–1996: Irak
Die CIA startete DBACHILLES, einen versuchten Staatsstreich gegen die irakische Regierung, und rekrutierte Ayad Allawi, den Anführer der Wifaq-Partei, eines Netzwerks von Irakern, die gegen die Regierung Saddam Hussein opponierten, als Teil der Operation. Das Netzwerk umfasste irakische Militärs und Geheimdienstmitarbeiter, wurde jedoch von regierungstreuen Personen unterwandert. Ebenfalls mit Hilfe von Iyad Allawi und seinem Netzwerk leitete die CIA zwischen 1992 und 1995 eine Sabotage- und Bombenkampagne gegen die Regierung in Bagdad. Die CIA-Bombenkampagne war möglicherweise nur ein Test der operativen Kapazität des CIA-Netzwerks vor Ort und nicht als Startschuss für den eigentlichen Staatsstreich gedacht. Allawi unternahm 1996 einen Putschversuch gegen Saddam Hussein. Der Putschversuch scheiterte, aber Ayad Allawi wurde später vom irakischen Übergangsregierungsrat, der von der US-geführten Koalition nach der Invasion und Besetzung des Irak im März 2003 eingesetzt worden war, zum Premierminister des Landes ernannt.

#### 1994–1995: Haiti
Nachdem eine rechtsgerichtete Militärjunta 1991 durch einen Staatsstreich die Macht in Haiti übernommen hatte, unterhielten die USA zunächst gute Beziehungen zu ihr. Die Regierung von George H. W. Bush unterstützte die rechte Junta; nach den Präsidentschaftswahlen in den USA 1992 kam jedoch Bill Clinton an die Macht. Clinton befürwortete die Rückkehr von Jean-Bertrand Aristide an die Macht, und seine Regierung setzte sich für die Rückkehr der Demokratie in Haiti ein. Dies gipfelte in der Resolution 940 des Sicherheitsrates der Vereinten Nationen, die die Vereinigten Staaten ermächtigte, in Haiti zu intervenieren um Aristide wieder an die Macht zu bringen. Die diplomatischen Bemühungen wurden vom ehemaligen US-Präsidenten Jimmy Carter angeführt. Daraufhin stellten die USA der haitianischen Regierung ein Ultimatum: Entweder der haitianische Diktator Raoul Cedras würde sich friedlich zurückziehen und Aristide wieder an die Macht kommen lassen, oder man würde einmarschieren und ihn zur Aufgabe zwingen. Cedras kapitulierte, löste die Streitkräfte jedoch nicht sofort auf. Demonstranten bekämpften das Militär und die Polizei. Die USA schickten das Militär, um der Gewalt Einhalt zu gebieten, was zu einer vorübergehenden Befriedung des Landes führte. Aristide kehrte im Oktober 1994 nach Haiti zurück.

#### 1996–1997: Zaire

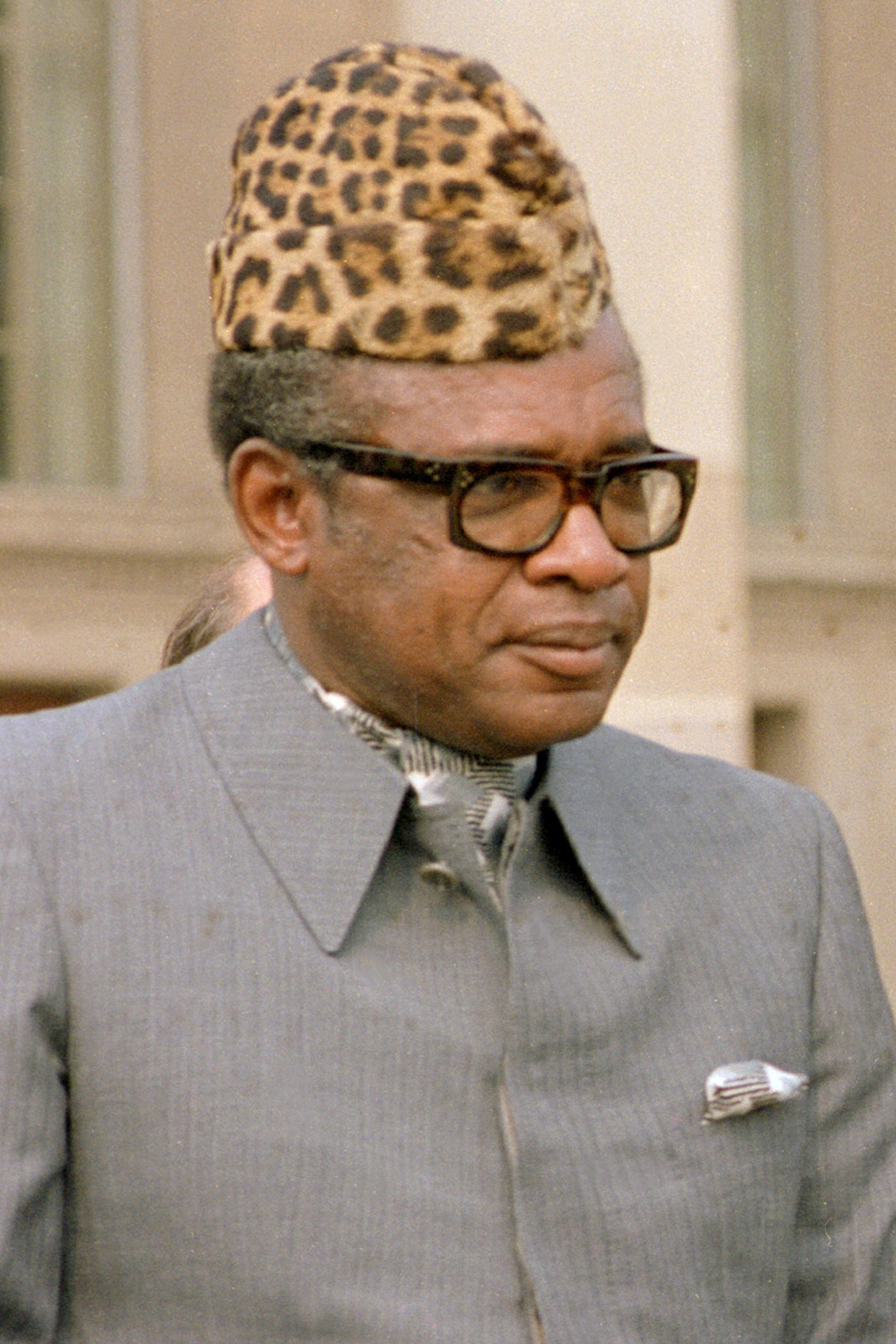
Mobutu Sese Seko (1983)

Mit dem Ende des Kalten Krieges ging die Unterstützung der USA für Mobutu Sese Seko in Zaire zurück. 1990 marschierte die Ruandische Patriotische Front (FPR) von Zaire aus in Ruanda ein und löste damit den ruandischen Bürgerkrieg aus, der im ruandischen Völkermord an den Tutsi gipfelte und mehr als 1,5 Millionen Flüchtlinge zur Flucht nach Zaire veranlasste, wo Kämpfe zwischen Tutsis, Hutu-Flüchtlingen und anderen ethnischen Gruppen ausbrachen. Als Reaktion darauf bildete Ruanda Tutsi-Milizen in Zaire, was zu Spannungen zwischen den Milizen und der zairischen Regierung führte, die am 31. August 1996 den Banyamulenge-Aufstand auslösten, in dessen Folge sich Tutsi- und Nicht-Tutsi-Milizen, die gegen Mobutu opponierten, zur Allianz der Demokratischen Kräfte zur Befreiung des Kongo (AFDL) unter der Führung von Laurent-Désiré Kabila zusammenschlossen. Damit begann der Erste Kongokrieg, in dem Ruanda, Uganda, Burundi und später auch Angola die AFDL unterstützten. Die Anti-Mobutu-Kräfte waren erfolgreich und Mobutu floh aus dem Land.
Die Vereinigten Staaten unterstützten Ruanda vor und während des Kongo-Krieges verdeckt. Die USA waren der Ansicht, dass es an der Zeit wäre, „eine neue Generation afrikanischer Führer“ wie Paul Kagame in Ruanda und Yoweri Museveni in Uganda zu fördern, was einer der Gründe war, warum die USA zuvor ihre Unterstützung für Mobutu eingestellt hatten. Die USA schickten Soldaten, um die FPR auszubilden, und brachten auch FPR-Kommandeure vor dem Krieg 1995 zur Ausbildung in die USA. Während des Krieges schloss sich den Rebellen in Bukavu eine Gruppe afroamerikanischer Söldner an, die behaupteten, sie seien im Rahmen einer inoffiziellen US-Mission rekrutiert worden. Die CIA und die US-Armee richteten Kommunikationseinrichtungen in Uganda ein, und während des Krieges landeten mehrere Flugzeuge in Kigali und Entebbe, die angeblich „Hilfe für die Opfer des Völkermords“ brachten; laut Berichten brachten sie allerdings Militär- und Kommunikationsmaterial für die FPR. Zur gleichen Zeit unterstützten die USA die Anti-Mobutu-Bewegung durch das International Rescue Committee (IRC).

### 2000er

#### 2000: Bundesrepublik Jugoslawien
Im Anschluss an Unregelmäßigkeiten bei den Ergebnissen der Parlamentswahlen in Jugoslawien im Jahr 2000 hatte das US-Außenministerium Oppositionsgruppen wie Otpor! durch die Bereitstellung von Werbematerial und Beratungsdiensten massiv unterstützt. Das Engagement der Vereinigten Staaten diente der Förderung und Organisation der Opposition durch Öffentlichkeitsarbeit, Ressourcen, moralische und materielle Ermutigung, technische Hilfe und professionelle Beratung. Diese Kampagne war einer der Faktoren, die zur Niederlage des amtierenden Präsidenten bei den jugoslawischen Parlamentswahlen im Jahr 2000 und zur anschließenden Bulldozer-Revolution beitrugen, mit der Slobodan Milošević am 5. Oktober 2000 gestürzt wurde, nachdem er sich geweigert hatte, die Wahlergebnisse anzuerkennen.

#### 2001–2021: Afghanistan
Seit 1996 stand Afghanistan unter der Kontrolle des von den Taliban geführten Islamischen Emirats Afghanistan, eines international weitgehend nicht anerkannten theokratischen Einheitsemirats der Deobandi-Islamisten, das von Schura-Räten verwaltet wurde. Am 7. Oktober 2001, vier Wochen nach den Anschlägen vom 11. September 2001, marschierten die Vereinigten Staaten in Afghanistan ein und begannen mit der Bombardierung des Landes. Präsident George W. Bush erklärte, man wolle den Al-Qaida-Anführer Osama bin Laden fassen und vor Gericht stellen. Obwohl keiner der Flugzeugentführer afghanischer Nationalität war, sollen die Anschläge in Kandahar geplant worden sein.

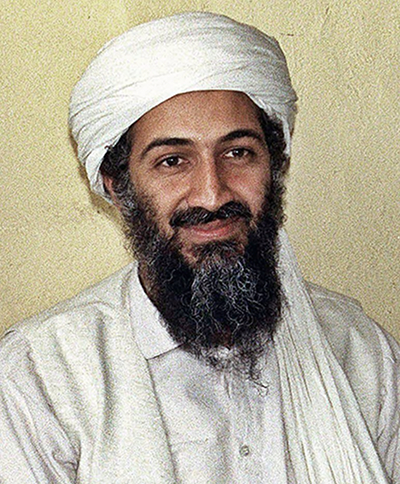
Osama bin Laden (ca. 1997)

Am 11. Oktober, vier Tage nach Beginn der Bombardierungen, behauptete Bush, die Angriffe könnten beendet werden, wenn bin Laden von den Taliban, die al-Qaida Unterschlupf gewährt hatten, an die USA ausgeliefert würde. „Wenn Sie ihn und seine Leute noch heute ausliefern, werden wir das, was wir Ihrem Land antun, noch einmal überdenken“, sagte Bush zu den Taliban. „Ihr habt noch eine zweite Chance. Bringen Sie ihn einfach her, und bringen Sie seine Anführer und Leutnants und andere Schläger und Kriminelle mit ihm“. Am 14. Oktober lehnte Bush ein Angebot der Taliban ab, über die Auslieferung bin Ladens an ein Drittland zu sprechen. Das Vereinigte Königreich war ein wichtiger Verbündeter der USA und bot von Beginn der Vorbereitungen für die Invasion Unterstützung für die Militäraktion an, und beide Länder arbeiteten mit den afghanischen Anti-Taliban-Kräften der Nordallianz zusammen. Die USA wollten mit ihrer Operation Al-Qaida zerstören und das Taliban-Regime entmachten, versuchten aber auch zu verhindern, dass die Nordallianz die Kontrolle über Afghanistan übernimmt, da sie glaubten, dass eine Herrschaft der Nordallianz die paschtunische Mehrheit des Landes verärgern würde. CIA-Direktor George Tenet vertrat die Ansicht, die USA sollten Al-Qaida ins Visier nehmen, sich aber gegenüber den Taliban zurückhalten, da die Taliban in Pakistan beliebt seien und ein Angriff auf sie die Beziehungen zu Pakistan gefährden könnte.
Vom 6. bis 17. Dezember 2001 verfolgte ein Team von Kämpfern der Nordallianz unter der Leitung eines US-Spezialeinsatzteams bin Laden in dem Höhlenkomplex von Tora Bora im Osten Afghanistans, aber die USA beteiligten sich nicht mit eigenen Truppen an der Operation, und bin Laden entkam schließlich. Noch im selben Monat stürzten die Taliban und damit das Islamische Emirat Afghanistan. Ihr Regime wurden durch eine afghanische Übergangsverwaltung unter Führung von Hamid Karzai, 2002 durch einen Übergangsstaat und 2004 durch die Islamische Republik Afghanistan ersetzt. Bin Laden wurde im Mai 2011, fast zehn Jahre nach der ersten Invasion, von einem Team der United States Navy SEALs bei einer Razzia in seinem geheimen Wohnsitz in Abbottabad, Pakistan, getötet.
Die Regierung von Präsident Donald Trump einigte sich im Februar 2020 mit den Taliban auf einen Abzug der US-Truppen aus Afghanistan. Im April 2021 kündigte sein Nachfolger Joe Biden an, dass der vollständige Abzug im August desselben Jahres erfolgen würde. Kurz darauf kehrten die Taliban an die Macht zurück.

#### 2003–2021: Irak

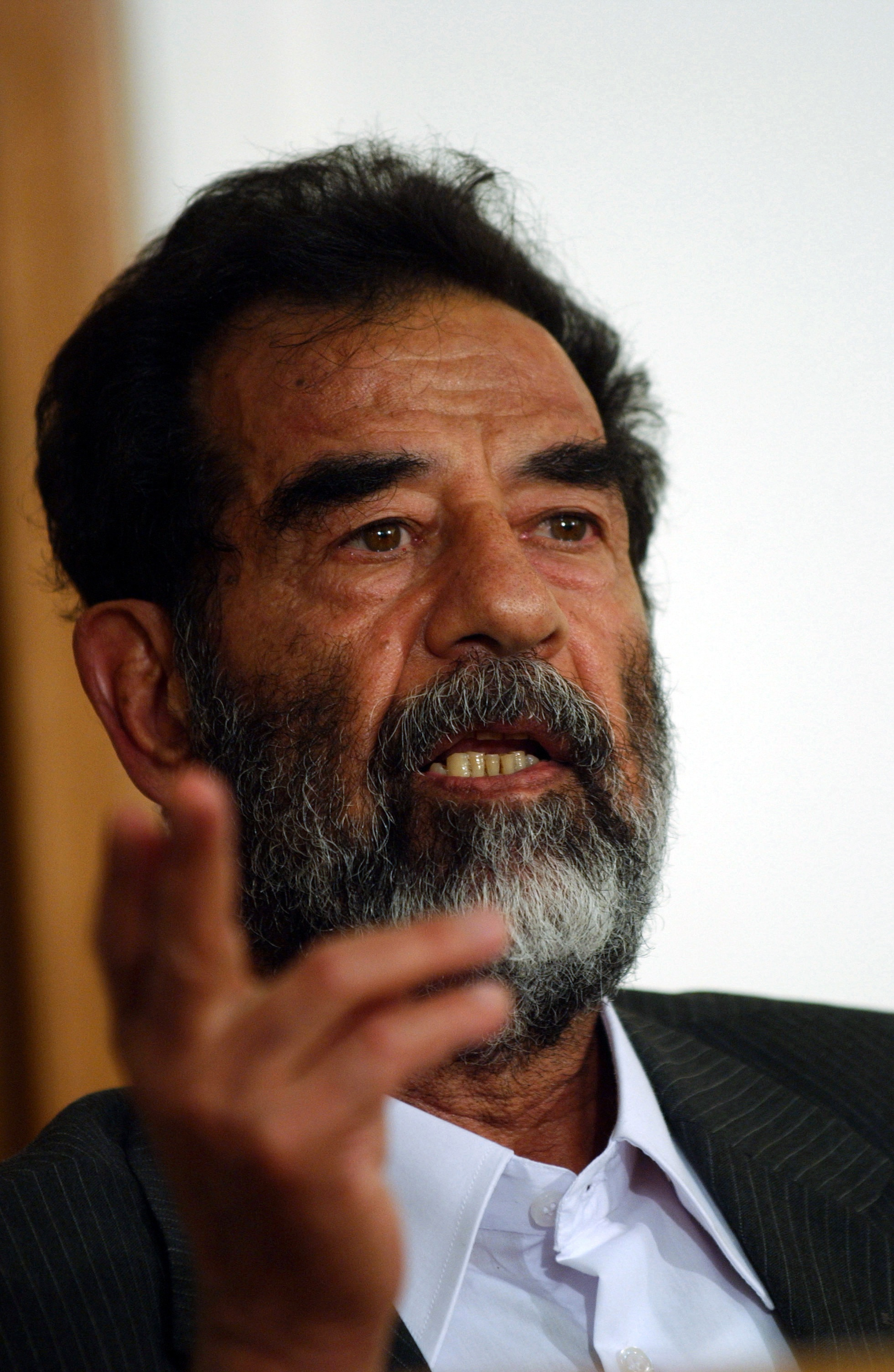
Saddam Hussein vor Gericht, 2004

1998 erließen die USA als nicht verdeckte Maßnahme den Iraq Liberation Act, in dem es unter anderem heißt: „Es sollte die Politik der Vereinigten Staaten sein, die Bemühungen zu unterstützen, das von Saddam Hussein geführte Regime im Irak von der Macht zu entfernen“, und es wurden Mittel für die US-Hilfe „für die demokratischen Oppositionsorganisationen im Irak“ bereitgestellt. Nach seiner Wahl begann G. W. Bush gegenüber dem Irak aggressiver aufzutreten. Nach den Anschlägen vom 11. September 2001 behauptete die Bush-Regierung, dass der damalige irakische Machthaber Saddam Hussein Verbindungen zu Al-Qaida habe und den Terrorismus unterstützten würde. Die US-Regierung behauptete auch, dass Hussein im Geheimen weiter Massenvernichtungswaffen herstellte, obwohl die Beweise für die Anschuldigungen nicht vorhanden waren oder sich als falsch herausstellten. Der Irak war auch eines der Länder, die Bush in seiner Rede über die Achse des Bösen nannte. Im Jahr 2002 verabschiedete der Kongress die Authorization for Use of Military Force Against Iraq Resolution of 2002, die den Präsidenten ermächtigte, „alle erforderlichen Mittel“ gegen den Irak einzusetzen. Der Irakkrieg begann dann im März 2003, als eine von den USA angeführte Militärkoalition in das Land einmarschierte und die irakische Regierung stürzte. Die USA nahmen Hussein gefangen und er wurde später von den Behörden der neuen Regierung hingerichtet. Die USA und die neue irakische Regierung bekämpften nach der Invasion auch einen Aufstand. Im Dezember 2011 zogen die USA ihre Soldaten aus dem Konflikt ab, kehrten aber 2014 zurück, um den Vormarsch des Islamischen Staats (IS) zu stoppen.
Der „Kampfeinsatz“ des Militärs endete am 9. Dezember 2021.

#### 2005: Kirgisistan
In Kirgisistan führten Massenproteste gegen die Korruption und den Autoritarismus der seit 1990 herrschenden Regierung Askar Akajew zum Sturz der Regierung und zur Abhaltung freier Wahlen.
Nach Angaben des Wall Street Journal unterstützte die US-Regierung die oppositionellen Demonstranten über das Außenministerium, USAID, Radio Liberty und Freedom House, indem sie das einzige nicht von der Regierung kontrollierte Printmedium des Landes finanzierte. Als der Staat die Stromzufuhr zu dieser Stelle unterbrach, stellte die US-Botschaft Notstromgeneratoren zur Verfügung. Andere Oppositionsgruppen und ein oppositioneller Fernsehsender wurden von der US-Regierung und in den USA ansässigen NGOs finanziert.

#### 2006–2007: Palästinensische Autonomiegebiete
Die Bush-Regierung war mit der von der Hamas gebildeten Regierung unzufrieden, die bei den palästinensischen Parlamentswahlen von 2006 56 Prozent der Sitze errang. Die US-Regierung übte Druck auf die Fatah-Fraktion der Palästinensischen Autonomiebehörde aus, um die Hamas-Regierung von Ministerpräsident Ismail Haniyya zu stürzen, und stellte Mittel zur Verfügung, darunter ein geheimes Ausbildungs- und Rüstungsprogramm, das vom Kongress mit Millionen von US-Dollar finanziert wurde. Diese Finanzierung wurde zunächst vom Kongress blockiert, der befürchtete, dass die an die Palästinenser gelieferten Waffen später gegen Israel eingesetzt werden könnten, aber die Bush-Regierung umging den Kongress.
Die Fatah begann einen Aufstand gegen die Regierung Haniyya. Als die saudi-arabische Regierung versuchte, einen Waffenstillstand zwischen den beiden Seiten auszuhandeln, um einen umfassenden palästinensischen Bürgerkrieg zu vermeiden, setzte die US-Regierung die Fatah unter Druck, den saudi-arabischen Plan abzulehnen und die Bemühungen um den Sturz der Hamas-Regierung fortzusetzen. Letztendlich wurde die Hamas-Regierung daran gehindert, in allen palästinensischen Gebieten zu regieren, wobei sich die Fatah auf das Westjordanland zurückzog und die Hamas sich in den Gazastreifen zurückzog und dort die Kontrolle übernahm.

#### 2005–2009: Syrien
Nach einer Phase der Zusammenarbeit im Krieg gegen den Terrorismus fror die Bush-Regierung 2005 die Beziehungen zu Syrien ein. Laut den von WikiLeaks veröffentlichten US-Dokumenten begann das Außenministerium daraufhin, Geld an Oppositionsgruppen zu leiten, darunter mindestens 6 Mio. US-Dollar an den regierungsfeindlichen Satellitensender Barada TV und die Exilgruppe Bewegung für Gerechtigkeit und Entwicklung in Syrien, obwohl dies von dem Sender bestritten wurde. Diese verdeckte Unterstützung wurde unter der Obama-Regierung bis mindestens April 2009 fortgesetzt, als US-Diplomaten die Sorge äußerten, dass die Finanzierung die Versuche der USA, die Beziehungen zum syrischen Präsidenten Baschar al-Assad wieder aufzubauen, untergraben könnte.

### 2010er

#### 2011: Libyen
Im Februar 2011, im Rahmen des Arabischen Frühlings, brach eine Revolution gegen al-Gaddafi aus, welcher das Land seit 1969 regiert hatte. Als die Revolution sich von der zweitgrößten Stadt Bengasi (wo am 27. Februar eine Übergangsregierung eingesetzt wurde) auf die Hauptstadt Tripolis ausbreitete, wurde der erste libysche Bürgerkrieg ausgelöst. Am 17. März verabschiedete der Sicherheitsrat der Vereinten Nationen die Resolution 1973, die eine Flugverbotszone über Libyen und „alle notwendigen Maßnahmen“ zum Schutz der Zivilbevölkerung erlaubte. Zwei Tage später starteten Frankreich, die Vereinigten Staaten und das Vereinigte Königreich eine militärische Intervention in Libyen mit der Operation Odyssey Dawn, bei der US-amerikanische und britische Seestreitkräfte mehr als 110 Tomahawk-Marschflugkörper abfeuerten, die französische und britische Luftwaffe Einsätze über Libyen flog und die Koalitionstruppen eine Seeblockade verhängten. Bald schloss sich eine Koalition aus 27 Staaten aus Europa und dem Nahen Osten der NATO-geführten Intervention an, die als Operation Unified Protector bezeichnet wurde. Die Regierung Gaddafi brach im August zusammen, so dass der Nationale Übergangsrat als De-facto-Regierung fungierte und von der UNO anerkannt wurde. Gaddafi wurde im Oktober von Rebellen und Anhängern des Nationalen Übergangsrats gefangen genommen und getötet, nachdem die NATO vorher dessen Konvoi bombardierte.
Im April 2016 sagte US-Präsident Barack Obama, der „schlimmste Fehler“ seiner Präsidentschaft sei gewesen, „nicht für den Tag danach zu planen, was meiner Meinung nach das Richtige war, nämlich in Libyen zu intervenieren.“

#### 2013: Ukraine
Zwischen 1991 und 2014 haben die USA die Ukraine mit fünf Milliarden US-Dollar unterstützt, das meiste davon wurde von der US-Behörde für Entwicklungszusammenarbeit, USAID, zur Verfügung gestellt. Laut der stellvertretenden Leiterin von USAID wurden damit die Zivilgesellschaft und Nichtregierungsorganisationen finanziert. Am 21. November 2013 setzte der ukrainische Präsident Wiktor Janukowytsch ein Abkommen zwischen der Ukraine und der Europäischen Union aus, das die Schaffung einer weitreichenden und umfassenden Freihandelszone vorsah. In den folgenden Tagen begannen die Euromaidanproteste gegen die Regierung, die eine stärkere Integration in die Europäische Union forderten. Prominente US-Persönlichkeiten wie Senator John McCain und Victoria Nuland hielten während der Demonstrationen Reden auf dem Maidan. Die Unruhen endeten mit der Flucht von Präsident Janukowytsch aus dem Land, nachdem unbekannte Schützen das Feuer auf Demonstranten auf dem Majdan Nesaleschnosti eröffnet hatten. Der Osteuropahistoriker Andreas Kappeler schreibt, es sei zwar richtig, dass Nichtregierungsorganisationen in der Ukraine vom Ausland finanziert worden seien, der Euromaidan sei jedoch „im Kern eine basisdemokratische spontane Massenbewegung gegen eine autoritäre Regierung, die mit dem Zurückziehen der Unterschrift unter den Assoziierungsvertrag ihr Wort gebrochen und mit dem rücksichtslosen Einsatz von Gewalt ihre Legitimität eingebüßt hatte“ und verweist eine „zielgerichtete Planung und Durchführung des Euro-Majdan durch die USA und die EU“ ins Reich der Verschwörungstheorien.
Am 4. Februar 2014 wurde eine Aufnahme eines Telefongesprächs auf der Video-Plattform YouTube veröffentlicht. In der Aufnahme spricht Victoria Nuland mit dem US-Botschafter in der Ukraine, Geoffrey R. Pyatt. Nuland und Pyatt waren frustriert über das Zögern der Europäischen Union, sich den Vereinigten Staaten anzuschließen und Sanktionen gegen die ukrainische Regierung wegen der gewaltsamen Niederschlagung der Proteste anzudrohen. Vorausgegangen war ein Angebot von Janukowytsch an die Oppositionspolitikern Arsenij Jazenjuk und Vitali Klitschko, einem neuen Kabinett unter Präsident Janukowytsch als Ministerpräsident beziehungsweise Vize-Ministerpräsident beizutreten. Die Vereinigten Staaten bemühten sich, beide zum Einlenken zu bewegen, und versuchten, unter anderem die Vereinten Nationen einzubinden. Die USA hofften, dass Jazenjuk und nicht Klitschko neuer Ministerpräsident werden würde und wollten den rechtsextremen Swoboda-Führer Oleh Tjahnybok aus der Regierung heraushalten. Es handelte sich dabei um die gleiche Vereinbarung, die die EU-Außenminister nach den Ausschreitungen vom 18. Februar mit Janukowytsch auszuhandeln versuchten. Trotz Nulands Beschwerden über die EU und des Streits, den ihr Ausbruch auslöste, vertraten die Europäische Union und die Vereinigten Staaten ähnliche Positionen, die Janukowytsch an der Macht gehalten hätten.
Nach dem Euromaidan und dem anschließenden Regierungswechsel spitzten sich die Beziehungen zur Russischen Föderation zu, und kurz darauf folgten die Russische Annexion der Krim und der Krieg im Donbass. Die neue Regierung der Ukraine trieb die Westintegration des Landes voran und verbot die 2015 die Kommunistische Partei der Ukraine und ließ Relikte aus der Sowjetära entfernen und Straßen und Plätze umbenennen. Die Wirtschaft wurde für ausländische Investitionen geöffnet und liberalisiert. Im kulturellen Bereich schrieb das Bildungsgesetz von 2017 die Verwendung der ukrainischen Sprache im Unterricht ab der vierten Klasse vor, obwohl die ukrainische Bevölkerung eine große ethnische Vielfalt aufweist. Am 7. Februar 2019 verankerte die Werchowna Rada in der Verfassung eine „strategische Orientierung der Ukraine zum vollständigen Beitritt zur EU und der NATO“.

#### 2012–2017: Syrien
Im April 2011, nach dem Ausbruch des syrischen Bürgerkriegs zu Anfang des Jahres, forderten drei US-Senatoren: Die Republikaner John McCain und Lindsey Graham sowie der Unabhängige Joe Lieberman, Präsident Barack Obama in einer gemeinsamen Erklärung auf, unmissverständlich zu erklären, dass es für Präsident Baschar al-Assad „an der Zeit ist zu gehen“. Im August 2011 forderte die US-Regierung Assad zum Rücktritt auf und verhängte ein Ölembargo gegen Syrien. Ab 2013 stellten die USA den Rebellen in Syrien Ausbildung, Waffen und Geld zur Verfügung, 2014 auch dem Obersten Militärrat der Freien Syrischen Armee. Im Jahr 2015 bekräftigte Obama, dass „Assad gehen muss“.
Im März 2017 erklärte die US-amerikanische UN-Botschafterin Nikki Haley gegenüber einer Gruppe von Reportern, dass die Priorität der USA in Syrien nicht mehr darin bestehe, „Assad zu entfernen“. Am selben Tag sagte Außenminister Rex Tillerson auf einer Pressekonferenz in Ankara, dass das „Schicksal von Präsident Assad vom syrischen Volk entschieden werden wird.“ Während das Programm des US-Verteidigungsministeriums zur Unterstützung überwiegend kurdischer Rebellen im Kampf gegen den Islamischen Staat (IS) fortgesetzt wurde, wurde im Juli 2017 bekannt, dass US-Präsident Donald Trump ein „Auslaufen“ der Unterstützung der CIA für die Anti-Assad-Rebellen angeordnet hatte.